# Let’s Dance (Fernsehsendung)
Let’s Dance ist eine seit 2006 auf RTL ausgestrahlte deutsche Live-Tanzshow mit bislang 18 Staffeln. 

Länder mit einer eigenen Version von Strictly Come Dancing

## Geschichte
Vorbild von Let’s Dance ist das Original Strictly Come Dancing der britischen Rundfunkanstalt BBC, welches seit 2004 insgesamt 21 Staffeln zählt. Kurz nach der ersten erfolgreichen Staffel verkündete Rudi Carrell, Strictly Come Dancing im Auftrag der ARD nach Deutschland holen zu wollen. Kurz danach revidierte er, da lediglich zwei Folgen umgesetzt werden sollten. RTL erwarb schließlich im Jahr 2005 die Rechte.
Unter den zahlreichen weiteren Adaptionen laufen seit 2005 das US-amerikanische Format Dancing with the Stars sowie die österreichische Fassung Dancing Stars mit bislang (Anfang 2024) 32 bzw. 15 Staffeln.

## Konzept
In der Show tanzen Prominente mit professionellen Turniertänzern in Standard- und Lateintänzen, seit der dritten Staffel auch in Modetänzen. Am Ende jeder Darbietung gibt jedes Jurymitglied eine Wertung zwischen eins und zehn ab. Welche Paare an der darauf folgenden Sendung von Let’s Dance teilnehmen, wird neben der Jurywertung durch die Zuschauer bestimmt, welche während der Sendung für ihre Favoriten anrufen können. Der Letztplatzierte der Jurywertung bekommt einen Punkt, der Vorletzte zwei Punkte und so weiter. Analog wird mit den Platzierungen der Zuschauerwertung verfahren. Der jeweils Höchstplatzierte bekommt damit so viele Punkte, wie in der jeweiligen Folge noch Paare im Rennen sind. 
Jury- und Zuschauerwertung werden addiert, das Paar mit den wenigsten Punkten scheidet aus. Bei mehreren letztplatzierten Paaren mit gleicher Wertung scheidet das Paar mit der niedrigsten Zuschauerwertung aus. Die Ergebnisse der Zuschauerwertung (Zahl der jeweiligen Anrufer bzw. Rangliste) veröffentlicht der Veranstalter nicht.

## Sendung
Die ersten beiden Staffeln der Show wurden von Hape Kerkeling und Nazan Eckes moderiert, Staffel 3 von Daniel Hartwich und Nazan Eckes. Staffel 4–10 moderierte Daniel Hartwich mit Sylvie Meis, seit Staffel 11 ist Victoria Swarovski Co-Moderatorin.
Das renommierte Orchester Pepe Lienhard Band spielte in den ersten beiden Staffeln die Live-Musik für die Tänze. In der dritten Staffel übernahm diese Aufgabe der u. a. aus DSDS bekannte Lillo Scrimali mit seinem Orchester. Seit Staffel 4 wird gänzlich auf ein Liveorchester verzichtet. Staffel 3 wurde aus den Studios in Berlin-Adlershof gesendet. Seit Staffel 4 wird wie in den Staffeln 1 und 2 wieder im Studio 32 der MMC-Studios (Coloneum) in Köln produziert.
Der Sprecher, der die Tanzpaare ankündigt und um die Jurywertung bittet, ist von Beginn an Patrick Linke. Ebensolange ist Paola von Griesheim Hauptverantwortliche für das Bühnenbild. Der Choreograph für die Tänze zur Showeröffnung ist Gerald van Windt (bis etwa 2017 war es Kim Willecke), die Kostüme für die Tanzpaare entstehen im Bonner Atelier der ehemaligen Profitänzerin Katia Convents; bis einschließlich der neunten Staffel wurden über 1850 Kleidungsgarnituren entworfen und fertiggestellt. Die Profitänzer trainieren mit den Prominenten an deren Wohnorten, anschließend reisen alle zu den Proben und Aufnahmen nach Köln. Wenn nicht Sonderdrehs angesetzt sind, ist nur der Samstag frei, Trainingsbeginn ist Sonntag.
Scherzte Moderator Kerkeling in den ersten Jahren noch, dass das 10-Punkte-Schild von Juror Joachim Llambi ja noch völlig unbenutzt sei, so wurde ab der neunten Staffel die Höchstpunktzahl von 30 Punkten immer häufiger vergeben. In der dreizehnten und sechzehnten Staffel wurden die Paare 24 Mal von der Jury mit der Höchstpunktzahl von 30 Punkten ausgezeichnet, in letzterer stellte das Tanzpaar Anna Ermakova und Valentin Lusin mit 11 perfekten Punktzahlen einen Rekord auf. Den Zuschauerrekord mit 7,12 Millionen Zuschauern hält die allererste Sendung vom 3. April 2006.
Seit Staffel 13 wird auf RTL+ ein Podcast mit Martin Tietjen veröffentlicht, in dem nach der jeweiligen Liveshow die Geschehnisse besprochen werden. In Staffel 13 war Bella Lesnik Co-Moderatorin, in Staffel 14 Isabel Edvardsson, seit Staffel 15 ist es die Podcasterin Maribel de la Flor. Einen zweiten Podcast Let's Talk About Dance auf RTL+ führte Christian Polanc zur Staffel 17.
Seit 2019 tanzen auch gleichgeschlechtliche Paare: In Staffel 12 traten Kerstin Ott und ein weiblicher Profi als erstes Frauenpaar auf. Im Jahr 2021, in der 14. Staffel, tanzte Nicolas Puschmann mit einem männlichen Profi.

## Mitwirkende

### Übersicht
| Staffel | Beginn  | Finale  | Jahr | Moderatoren        | Moderatoren       | Folgen | Paare | Gewinner           | Zweitplatzierter   | Drittplatzierter  | Juroren          | Juroren           | Juroren          | Juroren        |
| ------- | ------- | ------- | ---- | ------------------ | ----------------- | ------ | ----- | ------------------ | ------------------ | ----------------- | ---------------- | ----------------- | ---------------- | -------------- |
| 1       | 03. Apr | 21. Mai | 2006 | Nazan Eckes        | Hape Kerkeling    | 8      | 8     | Wayne Carpendale   | Wolke Hegenbarth   | Sandy Mölling     | Joachim Llambi 3 | Katarina Witt     | Michael Hull     | Markus Schöffl |
| 2       | 14. Mai | 30. Jun | 2007 | Nazan Eckes        | Hape Kerkeling    | 8      | 10    | Susan Sideropoulos | Katja Ebstein      | Giovane Élber     | Joachim Llambi 3 | Ute Lemper 1      | Michael Hull     | Markus Schöffl |
| 3       | 09. Apr | 28. Mai | 2010 | Nazan Eckes        | Daniel Hartwich 2 | 8      | 10    | Sophia Thomalla    | Sylvie Meis        | Nina Bott         | Joachim Llambi 3 | Isabel Edvardsson | Harald Glööckler | Peter Kraus    |
| 4       | 23. Mär | 18. Mai | 2011 | Sylvie Meis        | Daniel Hartwich 2 | 9      | 10    | Maite Kelly        | Moritz A. Sachs    | Thomas Karaoglan  | Joachim Llambi 3 | Motsi Mabuse      | Harald Glööckler | Roman Frieling |
| 5       | 14. Mär | 23. Mai | 2012 | Sylvie Meis        | Daniel Hartwich 2 | 11     | 12    | Magdalena Brzeska  | Rebecca Mir        | Stefanie Hertel   | Joachim Llambi 3 | Motsi Mabuse      | Maite Kelly      | Roman Frieling |
| 6       | 05. Apr | 31. Mai | 2013 | Sylvie Meis        | Daniel Hartwich 2 | 9      | 10    | Manuel Cortez      | Sıla Şahin         | Paul Janke        | Joachim Llambi 3 | Motsi Mabuse      | Jorge González   |                |
| 7       | 28. Mär | 30. Mai | 2014 | Sylvie Meis        | Daniel Hartwich 2 | 9      | 10    | Alexander Klaws    | Tanja Szewczenko   | Carmen Geiss      | Joachim Llambi 3 | Motsi Mabuse      | Jorge González   |                |
| 8       | 13. Mär | 05. Jun | 2015 | Sylvie Meis        | Daniel Hartwich 2 | 12     | 14    | Hans Sarpei        | Minh-Khai Phan-Thi | Matthias Steiner  | Joachim Llambi 3 | Motsi Mabuse      | Jorge González   |                |
| 9       | 11. Mär | 03. Jun | 2016 | Sylvie Meis        | Daniel Hartwich 2 | 12     | 14    | Victoria Swarovski | Sarah Lombardi     | Jana Pallaske     | Joachim Llambi 3 | Motsi Mabuse      | Jorge González   |                |
| 10      | 24. Feb | 09. Jun | 2017 | Sylvie Meis        | Daniel Hartwich 2 | 13     | 14    | Gil Ofarim         | Vanessa Mai        | Angelina Kirsch   | Joachim Llambi 3 | Motsi Mabuse      | Jorge González   |                |
| 11      | 09. Mär | 08. Jun | 2018 | Victoria Swarovski | Daniel Hartwich 2 | 13     | 14    | Ingolf Lück        | Judith Williams    | Barbara Meier     | Joachim Llambi 3 | Motsi Mabuse      | Jorge González   |                |
| 12      | 15. Mär | 14. Jun | 2019 | Victoria Swarovski | Daniel Hartwich 2 | 13     | 14    | Pascal Hens        | Ella Endlich       | Benjamin Piwko    | Joachim Llambi 3 | Motsi Mabuse      | Jorge González   |                |
| 13      | 21. Feb | 22. Mai | 2020 | Victoria Swarovski | Daniel Hartwich 2 | 13     | 14    | Lili Paul-Roncalli | Moritz Hans        | Luca Hänni        | Joachim Llambi 3 | Motsi Mabuse      | Jorge González   |                |
| 14      | 26. Feb | 28. Mai | 2021 | Victoria Swarovski | Daniel Hartwich 2 | 13     | 14    | Rúrik Gíslason     | Valentina Pahde    | Nicolas Puschmann | Joachim Llambi 3 | Motsi Mabuse      | Jorge González   |                |
| 15      | 18. Feb | 20. Mai | 2022 | Victoria Swarovski | Daniel Hartwich 2 | 13     | 14    | René Casselly      | Janin Ullmann      | Mathias Mester    | Joachim Llambi 3 | Motsi Mabuse      | Jorge González   |                |
| 16      | 17. Feb | 19. Mai | 2023 | Victoria Swarovski | Daniel Hartwich 2 | 13     | 14    | Anna Ermakova      | Julia Beautx       | Philipp Boy       | Joachim Llambi 3 | Motsi Mabuse      | Jorge González   |                |
| 17      | 23. Feb | 24. Mai | 2024 | Victoria Swarovski | Daniel Hartwich 2 | 13     | 14    | Gabriel Kelly      | Jana Wosnitza      | Detlef Soost      | Joachim Llambi 3 | Motsi Mabuse      | Jorge González   |                |
| 18      | 21. Feb | 23. Mai | 2025 | Victoria Swarovski | Daniel Hartwich 2 | 13     | 14    | Diego Pooth        | Taliso Engel       | Fabian Hambüchen  | Joachim Llambi 3 | Motsi Mabuse      | Jorge González   |                |

Aktuelle Juroren und Moderatoren
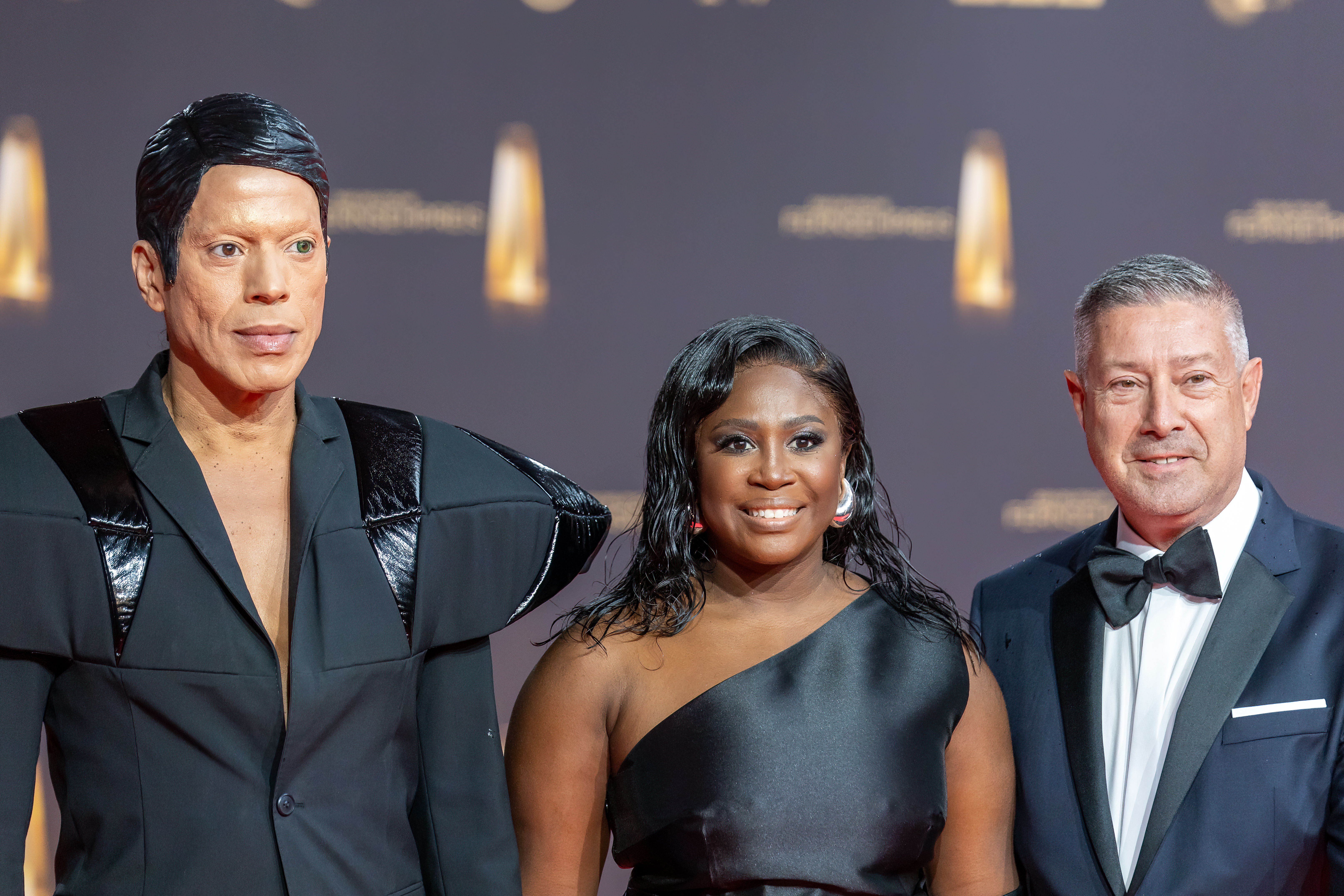
Juroren Jorge González, Motsi Mabuse und Joachim Llambi
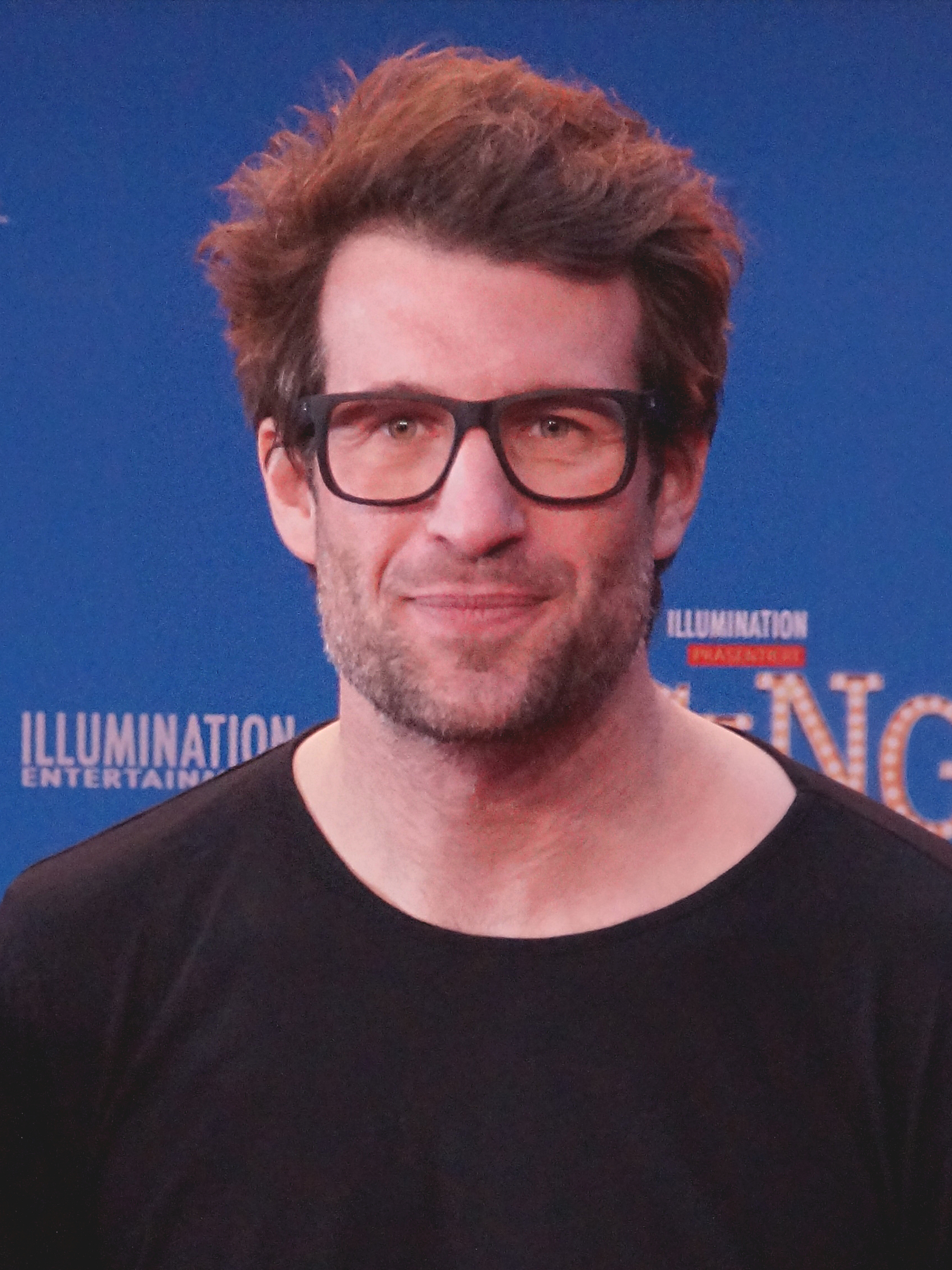
Moderator Daniel Hartwich
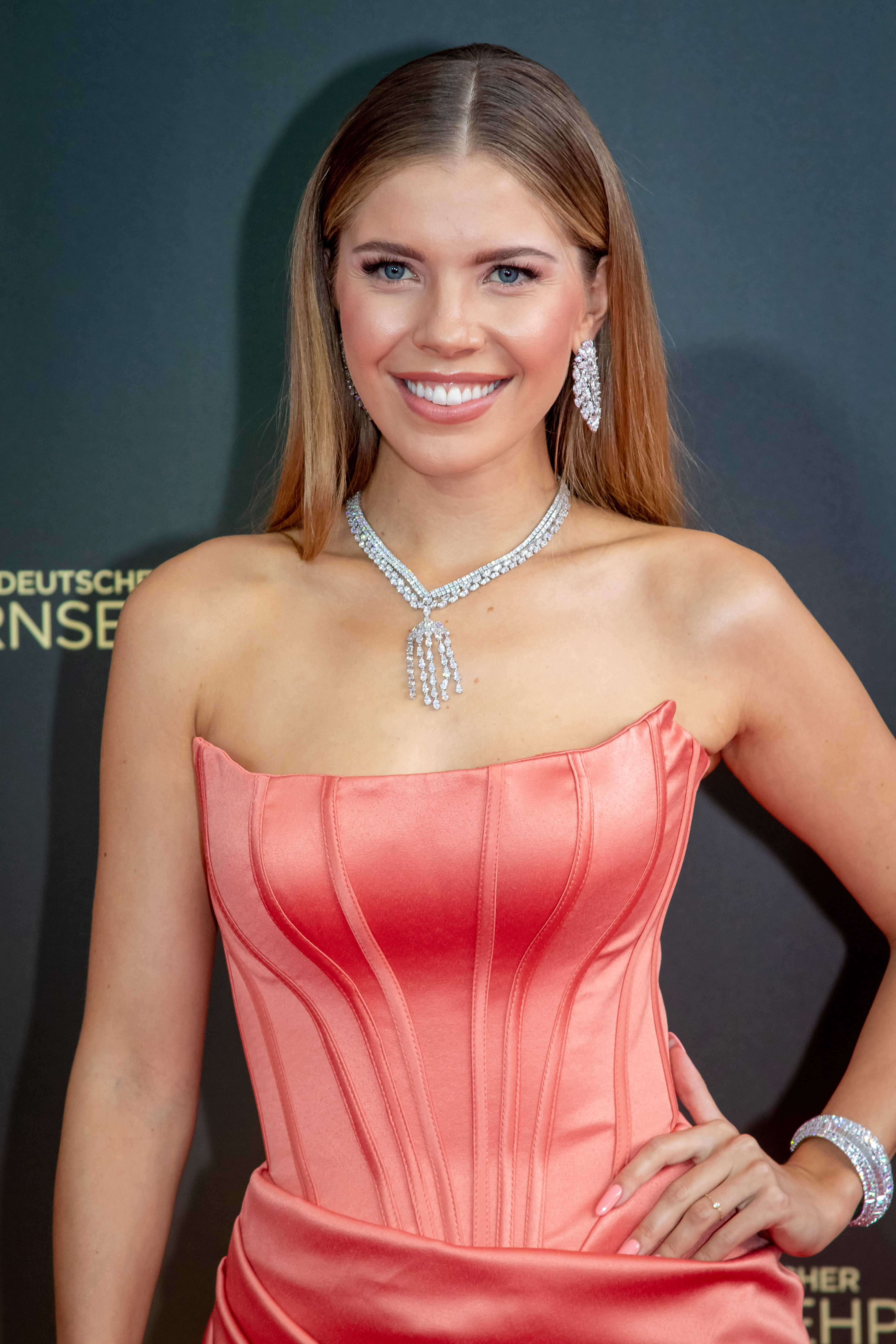
Moderatorin Victoria Swarovski

### Profitänzer
In den bislang 18 Staffeln traten Christian Polanc und Massimo Sinató je 15-mal als Tänzer auf, gefolgt von Isabel Edvardsson (13-mal). Kathrin Menzinger und Ekaterina Leonova brachten es bislang auf je 11 Teilnahmen, Erich Klann nahm 10 mal teil.
| Profitänzer              | Staffeln | Staffeln | Staffeln | Staffeln | Staffeln | Staffeln | Staffeln | Staffeln | Staffeln | Staffeln | Staffeln | Staffeln | Staffeln | Staffeln | Staffeln | Staffeln | Staffeln | Staffeln |
| Profitänzer              | 1        | 2        | 3        | 4        | 5        | 6        | 7        | 8        | 9        | 10       | 11       | 12       | 13       | 14       | 15       | 16       | 17       | 18       |
| ------------------------ | -------- | -------- | -------- | -------- | -------- | -------- | -------- | -------- | -------- | -------- | -------- | -------- | -------- | -------- | -------- | -------- | -------- | -------- |
| Isabel Edvardsson        |          |          |          |          |          |          |          |          |          |          |          |          |          | S        |          |          | S        |          |
| Roberto Albanese         |          |          |          |          |          |          |          |          |          |          |          |          |          |          |          |          |          |          |
| Hendrik Höfken           |          |          |          |          |          |          |          |          |          |          |          |          |          |          |          |          |          |          |
| Anna Karina Mosmann      |          |          |          |          |          |          |          |          |          |          |          |          |          |          |          |          |          |          |
| Oliver Seefeldt          |          |          |          |          |          |          |          |          |          |          |          |          |          |          |          |          |          |          |
| Dirk Bastert             |          |          |          |          |          |          |          |          |          |          |          |          |          |          |          |          |          |          |
| Sofia Bogdanova          |          |          |          |          |          |          |          |          |          |          |          |          |          |          |          |          |          |          |
| Uta Deharde              |          |          |          |          |          |          |          |          |          |          |          |          |          |          |          |          |          |          |
| Motsi Mabuse             |          |          |          |          |          |          |          |          |          |          |          |          |          |          |          |          |          |          |
| Christian Polanc         |          |          |          |          |          |          |          |          |          |          |          |          |          |          |          |          |          |          |
| Christine Deck           |          |          |          |          |          |          |          |          |          |          |          |          |          |          |          |          |          |          |
| Sascha Karabey           |          |          |          |          |          |          |          |          |          |          |          |          |          |          |          |          |          |          |
| Anastassyja Krawtschenko |          |          |          |          |          |          |          |          |          |          |          |          |          |          |          |          |          |          |
| Jürgen Schlegel          |          |          |          |          |          |          |          |          |          |          |          |          |          |          |          |          |          |          |
| Massimo Sinató           |          |          |          |          |          |          |          |          |          |          |          |          |          |          |          |          |          |          |
| Sarah Latton             |          |          |          |          |          |          |          |          |          |          |          |          |          |          |          |          |          |          |
| Melissa Ortiz Gomez      |          |          |          |          |          |          |          |          |          |          |          |          |          |          |          |          |          |          |
| Nina Uszkureit           |          |          |          |          |          |          |          |          |          |          |          |          |          |          |          |          |          |          |
| Christian Bärens         |          |          |          |          |          |          |          |          |          |          |          |          |          |          |          |          |          |          |
| Tatjana Kuschill         |          |          |          |          |          |          |          |          |          |          |          |          |          |          |          |          |          |          |
| Oliver Tienken           |          |          |          |          |          |          |          |          |          |          |          |          |          |          |          |          |          |          |
| Erich Klann              |          |          |          |          |          |          |          |          |          |          |          |          |          |          |          |          |          |          |
| Stefano Terrazzino       |          |          |          |          |          |          |          |          |          |          |          |          |          |          |          |          |          |          |
| Helena Kaschurow         |          |          |          |          |          |          |          |          |          |          |          |          |          |          |          |          |          |          |
| Sergiy Plyuta            |          |          |          |          |          |          |          |          |          |          |          |          |          |          |          |          |          |          |
| Marta Arndt              |          |          |          |          |          |          |          |          |          |          |          |          |          |          |          |          |          |          |
| Katja Kalugina           |          |          |          |          |          |          |          |          |          |          |          |          |          |          |          |          |          |          |
| Gennady Bondarenko       |          |          |          |          |          |          |          |          |          |          |          |          |          |          |          |          |          |          |
| Ekaterina Leonova        |          |          |          |          |          |          |          |          |          |          |          |          |          |          |          |          |          |          |
| Oana Nechiti             |          |          |          |          |          |          |          |          |          |          |          |          |          |          |          |          |          |          |
| Nikita Bazev             |          |          |          |          |          |          |          |          |          |          |          |          |          |          |          |          |          |          |
| Marius Iepure            |          |          |          |          |          |          |          |          |          |          |          |          |          |          |          |          |          |          |
| Willi Gabalier           |          |          |          |          |          |          |          |          |          |          |          |          |          |          |          |          |          |          |
| Kathrin Menzinger        |          |          |          |          |          |          |          |          |          |          |          |          |          |          |          |          |          |          |
| Vadim Garbuzov           |          |          |          |          |          |          |          |          |          |          |          |          |          |          |          |          |          |          |
| Regina Luca              |          |          |          |          |          |          |          |          |          |          |          |          |          |          | V        |          |          |          |
| Sergiu Luca              |          |          |          |          |          |          |          |          |          |          |          |          |          |          |          |          |          |          |
| Otlile Mabuse            |          |          |          |          |          |          |          |          |          |          |          |          |          |          |          |          |          |          |
| Cathrin Hissnauer        |          |          |          |          |          |          |          |          |          |          |          |          |          |          |          |          |          |          |
| Paul Lorenz              |          |          |          |          |          |          |          |          |          |          |          |          |          |          |          |          |          |          |
| Robert Beitsch           |          |          |          |          |          |          |          |          |          |          |          |          |          |          |          |          |          |          |
| Oxana Lebedew            |          |          |          |          |          |          |          |          |          |          |          |          |          |          |          |          |          |          |
| Ilia Russo               |          |          |          |          |          |          |          |          |          |          |          |          |          |          |          |          |          |          |
| Christina Hänni          |          |          |          |          |          |          |          |          |          |          |          |          |          |          |          |          | S        |          |
| Andrzej Cibis            |          |          |          |          |          |          |          |          |          |          |          |          |          |          |          |          |          |          |
| Renata Lusin             |          |          |          |          |          |          |          |          |          |          |          |          |          |          |          | S        | S        |          |
| Valentin Lusin           |          |          |          |          |          |          |          |          |          |          |          |          |          |          |          |          |          |          |
| Evgeny Vinokurov         |          |          |          |          |          |          |          |          |          |          |          |          |          |          |          |          |          |          |
| Nikita Kuzmin            |          |          |          |          |          |          |          |          |          |          |          |          |          |          |          |          |          |          |
| Alona Uehlin             |          |          |          |          |          |          |          |          |          |          |          |          |          |          |          |          |          |          |
| Malika Dzumaev           |          |          |          |          |          |          |          |          |          |          |          |          |          |          |          |          |          |          |
| Patricija Ionel          |          |          |          |          |          |          |          |          |          |          |          |          |          |          |          |          |          |          |
| Alexandru Ionel          |          |          |          |          |          |          |          |          |          |          |          |          |          |          |          |          |          |          |
| Pasha Zvychaynyy         |          |          |          |          |          |          |          |          |          |          |          |          |          |          |          |          |          |          |
| Zsolt Sándor Cseke       |          |          |          |          |          |          |          |          |          |          |          |          |          |          |          |          |          |          |
| Jimmie Surles            |          |          |          |          |          |          |          |          |          |          |          |          |          |          | V        |          |          |          |
| Mariia Maksina           |          |          |          |          |          |          |          |          |          |          |          |          |          |          |          |          |          |          |
| Anastasia Maruster       |          |          |          |          |          |          |          |          |          |          |          |          |          |          |          |          |          |          |
| Mikael Tatarkin          |          |          |          |          |          |          |          |          |          |          |          |          |          |          |          |          |          |          |
| Sergiu Maruster          |          |          |          |          |          |          |          |          |          |          |          |          |          |          |          |          |          |          |
| Profitänzer              | 1        | 2        | 3        | 4        | 5        | 6        | 7        | 8        | 9        | 10       | 11       | 12       | 13       | 14       | 15       | 16       | 17       | 18       |
| Profitänzer              | Staffeln |          |          |          |          |          |          |          |          |          |          |          |          |          |          |          |          |          |

Legende
_ Tänzer 00_ Tänzer und Gewinner 00V Tänzer außerhalb der anfänglichen Staffelbesetzung als einmalige Vertretung  00_ Juror
_ Tanzpartner der Moderatorin 00_ in Elternzeit 00_ ohne Teilnahme  00S ohne Teilnahme wegen Schwangerschaft

## Bestleistungen

### Bewertungen mit voller Punktzahl
Bis Staffel 5 wurden maximal 40 Punkte durch die Jury vergeben, ab Staffel 6 30 Punkte. Während anfangs die volle Punktzahl fast unerreichbar war und nur je einmal in den Staffel 3, 5 und 6 vergeben wurde (weil Juror Llambi in den Anfangsjahren grundsätzlich fast keine 10 Punkte verteilte), bekamen in den Staffeln 7–8 drei Prominente insgesamt 7-mal die Maximalwertung. Seit Staffel 9 wurde jedes Jahr wenigstens 13-mal die Höchstmarke erreicht – seit Staffel 9 regelmäßig von allen Finalisten, bis auf Staffel 14 jeweils von noch einem weiteren Kandidaten, in den Staffeln 15, 17 und 18 sogar von zwei weiteren Kandidaten.
Die meisten 30-Punkte-Wertungen gab es in den Staffeln 13 und 16 (jeweils 24-mal), 15 und 17 (20-mal) und 12 (19-mal), erzielt insbesondere von Anna Ermakova (11-mal in Staffel 16), Ella Endlich und Gabriel Kelly (10-mal in Staffel 12 bzw. 17) sowie Vanessa Mai und Janin Ullmann (9-mal in Staffel 10 bzw. 15).
| Anzahl 30/40 Punkte | Staffel | Platz | Kandidat                       | Profitänzer                       |
| ------------------- | ------- | ----- | ------------------------------ | --------------------------------- |
| 11                  | 16      | 1     | Anna Ermakova                  | Valentin Lusin                    |
| 10                  | 12      | 2     | Ella Endlich                   | Valentin Lusin                    |
| 10                  | 17      | 1     | Gabriel Kelly                  | Malika Dzumaev                    |
| 9                   | 10      | 2     | Vanessa Mai                    | Christian Polanc                  |
| 9                   | 15      | 2     | Janin Ullmann                  | Zsolt Sándor Cseke                |
| 8                   | 13      | 1     | Lili Paul-Roncalli             | Massimo Sinató                    |
| 8                   | 14      | 2     | Valentina Pahde                | Valentin Lusin                    |
| 7                   | 13      | 3     | Luca Hänni                     | Christina Luft                    |
| 7                   | 14      | 1     | Rúrik Gíslason                 | Renata Lusin                      |
| 7                   | 16      | 3     | Philipp Boy                    | Patricija Ionel                   |
| 6                   | 9       | 1     | Victoria Swarovski             | Erich Klann                       |
| 6                   | 10      | 1     | Gil Ofarim                     | Ekaterina Leonova                 |
| 6                   | 13      | 2     | Moritz Hans                    | Renata Lusin                      |
| 6                   | 15      | 1     | René Casselly                  | Kathrin Menzinger                 |
| 6                   | 18      | 3     | Fabian Hambüchen               | Anastasia Maruster                |
| 5                   | 9       | 3     | Jana Pallaske                  | Massimo Sinató                    |
| 5                   | 11      | 4     | Julia Dietze                   | Massimo Sinató                    |
| 5                   | 12      | 1     | Pascal Hens                    | Ekaterina Leonova                 |
| 4                   | 16      | 2     | Julia Beautx                   | Zsolt Sándor Cseke                |
| 4                   | 17      | 2     | Jana Wosnitza                  | Vadim Garbuzov                    |
| 4                   | 18      | 1     | Diego Pooth                    | Ekaterina Leonova                 |
| 3                   | 7       | 1     | Alexander Klaws                | Isabel Edvardsson                 |
| 3                   | 8       | 2     | Minh-Khai Phan-Thi             | Massimo Sinató                    |
| 3                   | 9       | 2     | Sarah Lombardi                 | Robert Beitsch                    |
| 3                   | 11      | 1     | Ingolf Lück                    | Ekaterina Leonova                 |
| 3                   | 11      | 2     | Judith Williams                | Erich Klann                       |
| 3                   | 12      | 3     | Benjamin Piwko                 | Isabel Edvardsson                 |
| 3                   | 13      | 4     | Tijan Njie                     | Kathrin Menzinger                 |
| 3                   | 14      | 3     | Nicolas Puschmann              | Vadim Garbuzov                    |
| 3                   | 17      | 3     | Detlef Soost                   | Ekaterina Leonova                 |
| 3                   | 18      | 5     | Marie Mouroum                  | Alexandru Ionel                   |
| 2                   | 9       | 4     | Eric Stehfest                  | Oana Nechiti                      |
| 2                   | 10      | 3     | Angelina Kirsch                | Massimo Sinató                    |
| 2                   | 11      | 3     | Barbara Meier                  | Sergiu Luca                       |
| 2                   | 15      | 3     | Mathias Mester                 | Renata Lusin                      |
| 2                   | 15      | 4     | Amira Pocher                   | Massimo Sinató                    |
| 2                   | 16      | 6     | Sharon Battiste                | Valentin Lusin / Christian Polanc |
| 2                   | 17      | 6     | Mark Keller                    | Kathrin Menzinger                 |
| 2                   | 18      | 2     | Taliso Engel                   | Patricija Ionel                   |
| 1                   | 6       | 2     | Sıla Şahin                     | Christian Polanc                  |
| 1                   | 7       | 2     | Tanja Szewczenko               | Willi Gabalier                    |
| 1                   | 10      | 4     | Giovanni Zarrella              | Marta Arndt                       |
| 1                   | 12      | 4     | Nazan Eckes                    | Christian Polanc                  |
| 1                   | 15      | 5     | Sarah Mangione                 | Vadim Garbuzov                    |
| 1                   | 17      | 5     | Lulu Lewe                      | Massimo Sinató                    |
| 1                   | 18      | 4     | Selfiesandra (Sandra Safiulov) | Zsolt Sándor Cseke                |
| 1 (40)              | 3       | 1     | Sophia Thomalla                | Massimo Sinató                    |
| 1 (40)              | 5       | 1     | Magdalena Brzeska              | Erich Klann                       |

Sophia Thomalla & Massimo Sinató erzielten auch im Weihnachts-Special 2013 einmal die vollen 30 Punkte. Im Weihnachts-Special 2022 wurden 30 Punkte an René Casselly & Kathrin Menzinger sowie je zweimal an Janin Ullmann & Zsolt Sándor Cseke und Rúrik Gíslason & Malika Dzumaev vergeben. Im Weihnachts-Special 2023 erreichten Anna Ermakova & Valentin Lusin zweimal die Höchstpunktzahl. Im Weihnachtsspecial 2024 bekamen René Casselly & Kathrin Menzinger sowie Gabriel Kelly & Malika Dzumaev je zweimal die Höchstwertung, Julia Beautx & Zsolt Sándor Cseke einmal.

### Profitänzer

#### Siege
| Profitänzer         | Siege in Staffeln | Staffel        | Siege in Ablegern | Ableger                                                     | Siege Gesamt |
| ------------------- | ----------------- | -------------- | ----------------- | ----------------------------------------------------------- | ------------ |
| Ekaterina Leonova   | 4                 | 10, 11, 12, 18 | 2                 | Profi-Challenge 2019*, 2025*                                | 6            |
| Christian Polanc    | 2                 | 2, 4           | 2                 | Profi-Challenge 2020*, 2022*                                | 4            |
| Massimo Sinató      | 2                 | 3, 13          | 2                 | Profi-Challenge 2019*, 2024*                                | 4            |
| Erich Klann         | 2                 | 5, 9           | 1                 | Weihnachts-Special 2013                                     | 3            |
| Kathrin Menzinger   | 2                 | 8, 15          | 1                 | Weihnachts-Special 2024                                     | 3            |
| Isabel Edvardsson   | 2                 | 1, 7           | —                 | —                                                           | 2            |
| Valentin Lusin      | 1                 | 16             | 4                 | Profi-Challenge 2021*, 2024*, 2025* Weihnachts-Special 2023 | 5            |
| Renata Lusin        | 1                 | 14             | 2                 | Profi-Challenge 2021*, 2022*                                | 3            |
| Malika Dzumaev      | 1                 | 17             | 2                 | Weihnachts-Special 2022, Profi-Challenge 2023*              | 3            |
| Melissa Ortiz-Gomez | 1                 | 6              | —                 | —                                                           | 1            |
| Christina Luft      | —                 | —              | 1                 | Profi-Challenge 2020*                                       | 1            |
| Zsolt Sándor Cseke  | —                 | —              | 1                 | Profi-Challenge 2023*                                       | 1            |

* Bei Let’s Dance – Die große Profi-Challenge siegte jeweils ein Tanzpaar.

#### Volle Punktzahl
| Anzahl 40/30 Punkte (inklusive Weihnachts-Specials) | Profitänzer        |
| --------------------------------------------------- | ------------------ |
| 32 (2)                                              | Valentin Lusin     |
| 28 (1)                                              | Massimo Sinató     |
| 21                                                  | Ekaterina Leonova  |
| 17 (3)                                              | Zsolt Sándor Cseke |
| 15                                                  | Renata Lusin       |
| 14 (3)                                              | Kathrin Menzinger  |
| 14 (4)                                              | Malika Dzumaev     |
| 12                                                  | Christian Polanc   |
| 10                                                  | Erich Klann        |
| 9                                                   | Patricija Ionel    |
| 8                                                   | Vadim Garbuzov     |
| 7                                                   | Christina Luft     |
| 6                                                   | Anastasia Maruster |
| 6                                                   | Isabel Edvardsson  |
| 3                                                   | Alexandru Ionel    |
| 3                                                   | Robert Beitsch     |
| 2                                                   | Oana Nechiti       |
| 2                                                   | Sergiu Luca        |
| 1                                                   | Marta Arndt        |
| 1                                                   | Willi Gabalier     |

## Tänze
| Tänze in Staffeln 1–18 und Weihnachtsspecials (W) ( gezeigt, – nicht gezeigt ) | Tänze in Staffeln 1–18 und Weihnachtsspecials (W) ( gezeigt, – nicht gezeigt ) | Tänze in Staffeln 1–18 und Weihnachtsspecials (W) ( gezeigt, – nicht gezeigt ) | Tänze in Staffeln 1–18 und Weihnachtsspecials (W) ( gezeigt, – nicht gezeigt ) | Tänze in Staffeln 1–18 und Weihnachtsspecials (W) ( gezeigt, – nicht gezeigt ) | Tänze in Staffeln 1–18 und Weihnachtsspecials (W) ( gezeigt, – nicht gezeigt ) | Tänze in Staffeln 1–18 und Weihnachtsspecials (W) ( gezeigt, – nicht gezeigt ) | Tänze in Staffeln 1–18 und Weihnachtsspecials (W) ( gezeigt, – nicht gezeigt ) | Tänze in Staffeln 1–18 und Weihnachtsspecials (W) ( gezeigt, – nicht gezeigt ) | Tänze in Staffeln 1–18 und Weihnachtsspecials (W) ( gezeigt, – nicht gezeigt ) | Tänze in Staffeln 1–18 und Weihnachtsspecials (W) ( gezeigt, – nicht gezeigt ) | Tänze in Staffeln 1–18 und Weihnachtsspecials (W) ( gezeigt, – nicht gezeigt ) | Tänze in Staffeln 1–18 und Weihnachtsspecials (W) ( gezeigt, – nicht gezeigt ) | Tänze in Staffeln 1–18 und Weihnachtsspecials (W) ( gezeigt, – nicht gezeigt ) | Tänze in Staffeln 1–18 und Weihnachtsspecials (W) ( gezeigt, – nicht gezeigt ) | Tänze in Staffeln 1–18 und Weihnachtsspecials (W) ( gezeigt, – nicht gezeigt ) | Tänze in Staffeln 1–18 und Weihnachtsspecials (W) ( gezeigt, – nicht gezeigt ) | Tänze in Staffeln 1–18 und Weihnachtsspecials (W) ( gezeigt, – nicht gezeigt ) | Tänze in Staffeln 1–18 und Weihnachtsspecials (W) ( gezeigt, – nicht gezeigt ) | Tänze in Staffeln 1–18 und Weihnachtsspecials (W) ( gezeigt, – nicht gezeigt ) | Tänze in Staffeln 1–18 und Weihnachtsspecials (W) ( gezeigt, – nicht gezeigt ) | Tänze in Staffeln 1–18 und Weihnachtsspecials (W) ( gezeigt, – nicht gezeigt ) | Tänze in Staffeln 1–18 und Weihnachtsspecials (W) ( gezeigt, – nicht gezeigt ) |
| Tanz                                                                           | 1                                                                              | 2                                                                              | 3                                                                              | 4                                                                              | 5                                                                              | 6                                                                              | W’13                                                                           | 7                                                                              | 8                                                                              | 9                                                                              | 10                                                                             | 11                                                                             | 12                                                                             | 13                                                                             | 14                                                                             | 15                                                                             | W’22                                                                           | 16                                                                             | W’23                                                                           | 17                                                                             | W’24                                                                           | 18                                                                             |
| ------------------------------------------------------------------------------ | ------------------------------------------------------------------------------ | ------------------------------------------------------------------------------ | ------------------------------------------------------------------------------ | ------------------------------------------------------------------------------ | ------------------------------------------------------------------------------ | ------------------------------------------------------------------------------ | ------------------------------------------------------------------------------ | ------------------------------------------------------------------------------ | ------------------------------------------------------------------------------ | ------------------------------------------------------------------------------ | ------------------------------------------------------------------------------ | ------------------------------------------------------------------------------ | ------------------------------------------------------------------------------ | ------------------------------------------------------------------------------ | ------------------------------------------------------------------------------ | ------------------------------------------------------------------------------ | ------------------------------------------------------------------------------ | ------------------------------------------------------------------------------ | ------------------------------------------------------------------------------ | ------------------------------------------------------------------------------ | ------------------------------------------------------------------------------ | ------------------------------------------------------------------------------ |
| Cha-Cha-Cha                                                                    | Grünes Häkchensymbol für ja                                                    | Grünes Häkchensymbol für ja                                                    | –                                                                              | Grünes Häkchensymbol für ja                                                    | Grünes Häkchensymbol für ja                                                    | Grünes Häkchensymbol für ja                                                    | Grünes Häkchensymbol für ja                                                    | Grünes Häkchensymbol für ja                                                    | Grünes Häkchensymbol für ja                                                    | Grünes Häkchensymbol für ja                                                    | Grünes Häkchensymbol für ja                                                    | Grünes Häkchensymbol für ja                                                    | Grünes Häkchensymbol für ja                                                    | Grünes Häkchensymbol für ja                                                    | Grünes Häkchensymbol für ja                                                    | Grünes Häkchensymbol für ja                                                    | Grünes Häkchensymbol für ja                                                    | Grünes Häkchensymbol für ja                                                    | Grünes Häkchensymbol für ja                                                    | Grünes Häkchensymbol für ja                                                    | Grünes Häkchensymbol für ja                                                    | Grünes Häkchensymbol für ja                                                    |
| Langsamer Walzer                                                               | Grünes Häkchensymbol für ja                                                    | Grünes Häkchensymbol für ja                                                    | Grünes Häkchensymbol für ja                                                    | Grünes Häkchensymbol für ja                                                    | Grünes Häkchensymbol für ja                                                    | Grünes Häkchensymbol für ja                                                    | Grünes Häkchensymbol für ja                                                    | Grünes Häkchensymbol für ja                                                    | Grünes Häkchensymbol für ja                                                    | Grünes Häkchensymbol für ja                                                    | Grünes Häkchensymbol für ja                                                    | Grünes Häkchensymbol für ja                                                    | Grünes Häkchensymbol für ja                                                    | Grünes Häkchensymbol für ja                                                    | Grünes Häkchensymbol für ja                                                    | Grünes Häkchensymbol für ja                                                    | –                                                                              | Grünes Häkchensymbol für ja                                                    | –                                                                              | Grünes Häkchensymbol für ja                                                    | Grünes Häkchensymbol für ja                                                    | Grünes Häkchensymbol für ja                                                    |
| Rumba                                                                          | Grünes Häkchensymbol für ja                                                    | Grünes Häkchensymbol für ja                                                    | Grünes Häkchensymbol für ja                                                    | Grünes Häkchensymbol für ja                                                    | Grünes Häkchensymbol für ja                                                    | Grünes Häkchensymbol für ja                                                    | Grünes Häkchensymbol für ja                                                    | Grünes Häkchensymbol für ja                                                    | Grünes Häkchensymbol für ja                                                    | Grünes Häkchensymbol für ja                                                    | Grünes Häkchensymbol für ja                                                    | Grünes Häkchensymbol für ja                                                    | Grünes Häkchensymbol für ja                                                    | Grünes Häkchensymbol für ja                                                    | Grünes Häkchensymbol für ja                                                    | Grünes Häkchensymbol für ja                                                    | Grünes Häkchensymbol für ja                                                    | Grünes Häkchensymbol für ja                                                    | Grünes Häkchensymbol für ja                                                    | Grünes Häkchensymbol für ja                                                    | Grünes Häkchensymbol für ja                                                    | Grünes Häkchensymbol für ja                                                    |
| Quickstepp                                                                     | Grünes Häkchensymbol für ja                                                    | Grünes Häkchensymbol für ja                                                    | Grünes Häkchensymbol für ja                                                    | Grünes Häkchensymbol für ja                                                    | Grünes Häkchensymbol für ja                                                    | Grünes Häkchensymbol für ja                                                    | Grünes Häkchensymbol für ja                                                    | Grünes Häkchensymbol für ja                                                    | Grünes Häkchensymbol für ja                                                    | Grünes Häkchensymbol für ja                                                    | Grünes Häkchensymbol für ja                                                    | Grünes Häkchensymbol für ja                                                    | Grünes Häkchensymbol für ja                                                    | Grünes Häkchensymbol für ja                                                    | Grünes Häkchensymbol für ja                                                    | Grünes Häkchensymbol für ja                                                    | Grünes Häkchensymbol für ja                                                    | Grünes Häkchensymbol für ja                                                    | Grünes Häkchensymbol für ja                                                    | Grünes Häkchensymbol für ja                                                    | Grünes Häkchensymbol für ja                                                    | Grünes Häkchensymbol für ja                                                    |
| Jive                                                                           | Grünes Häkchensymbol für ja                                                    | Grünes Häkchensymbol für ja                                                    | Grünes Häkchensymbol für ja                                                    | Grünes Häkchensymbol für ja                                                    | Grünes Häkchensymbol für ja                                                    | Grünes Häkchensymbol für ja                                                    | Grünes Häkchensymbol für ja                                                    | Grünes Häkchensymbol für ja                                                    | Grünes Häkchensymbol für ja                                                    | Grünes Häkchensymbol für ja                                                    | Grünes Häkchensymbol für ja                                                    | Grünes Häkchensymbol für ja                                                    | Grünes Häkchensymbol für ja                                                    | Grünes Häkchensymbol für ja                                                    | Grünes Häkchensymbol für ja                                                    | Grünes Häkchensymbol für ja                                                    | Grünes Häkchensymbol für ja                                                    | Grünes Häkchensymbol für ja                                                    | Grünes Häkchensymbol für ja                                                    | Grünes Häkchensymbol für ja                                                    | Grünes Häkchensymbol für ja                                                    | Grünes Häkchensymbol für ja                                                    |
| Tango                                                                          | Grünes Häkchensymbol für ja                                                    | Grünes Häkchensymbol für ja                                                    | Grünes Häkchensymbol für ja                                                    | Grünes Häkchensymbol für ja                                                    | Grünes Häkchensymbol für ja                                                    | Grünes Häkchensymbol für ja                                                    | Grünes Häkchensymbol für ja                                                    | Grünes Häkchensymbol für ja                                                    | Grünes Häkchensymbol für ja                                                    | Grünes Häkchensymbol für ja                                                    | Grünes Häkchensymbol für ja                                                    | Grünes Häkchensymbol für ja                                                    | Grünes Häkchensymbol für ja                                                    | Grünes Häkchensymbol für ja                                                    | Grünes Häkchensymbol für ja                                                    | Grünes Häkchensymbol für ja                                                    | Grünes Häkchensymbol für ja                                                    | Grünes Häkchensymbol für ja                                                    | Grünes Häkchensymbol für ja                                                    | Grünes Häkchensymbol für ja                                                    | Grünes Häkchensymbol für ja                                                    | Grünes Häkchensymbol für ja                                                    |
| Paso Doble                                                                     | Grünes Häkchensymbol für ja                                                    | Grünes Häkchensymbol für ja                                                    | Grünes Häkchensymbol für ja                                                    | Grünes Häkchensymbol für ja                                                    | Grünes Häkchensymbol für ja                                                    | Grünes Häkchensymbol für ja                                                    | Grünes Häkchensymbol für ja                                                    | Grünes Häkchensymbol für ja                                                    | Grünes Häkchensymbol für ja                                                    | Grünes Häkchensymbol für ja                                                    | Grünes Häkchensymbol für ja                                                    | Grünes Häkchensymbol für ja                                                    | Grünes Häkchensymbol für ja                                                    | Grünes Häkchensymbol für ja                                                    | Grünes Häkchensymbol für ja                                                    | Grünes Häkchensymbol für ja                                                    | –                                                                              | Grünes Häkchensymbol für ja                                                    | –                                                                              | Grünes Häkchensymbol für ja                                                    | –                                                                              | Grünes Häkchensymbol für ja                                                    |
| Foxtrott/Slowfox                                                               | Grünes Häkchensymbol für ja                                                    | Grünes Häkchensymbol für ja                                                    | –                                                                              | –                                                                              | Grünes Häkchensymbol für ja                                                    | Grünes Häkchensymbol für ja                                                    | Grünes Häkchensymbol für ja                                                    | Grünes Häkchensymbol für ja                                                    | Grünes Häkchensymbol für ja                                                    | Grünes Häkchensymbol für ja                                                    | Grünes Häkchensymbol für ja                                                    | Grünes Häkchensymbol für ja                                                    | Grünes Häkchensymbol für ja                                                    | Grünes Häkchensymbol für ja                                                    | Grünes Häkchensymbol für ja                                                    | Grünes Häkchensymbol für ja                                                    | Grünes Häkchensymbol für ja                                                    | Grünes Häkchensymbol für ja                                                    | –                                                                              | Grünes Häkchensymbol für ja                                                    | –                                                                              | Grünes Häkchensymbol für ja                                                    |
| Samba                                                                          | Grünes Häkchensymbol für ja                                                    | Grünes Häkchensymbol für ja                                                    | Grünes Häkchensymbol für ja                                                    | Grünes Häkchensymbol für ja                                                    | Grünes Häkchensymbol für ja                                                    | Grünes Häkchensymbol für ja                                                    | –                                                                              | Grünes Häkchensymbol für ja                                                    | Grünes Häkchensymbol für ja                                                    | Grünes Häkchensymbol für ja                                                    | Grünes Häkchensymbol für ja                                                    | Grünes Häkchensymbol für ja                                                    | Grünes Häkchensymbol für ja                                                    | Grünes Häkchensymbol für ja                                                    | Grünes Häkchensymbol für ja                                                    | Grünes Häkchensymbol für ja                                                    | –                                                                              | Grünes Häkchensymbol für ja                                                    | –                                                                              | Grünes Häkchensymbol für ja                                                    | –                                                                              | Grünes Häkchensymbol für ja                                                    |
| Wiener Walzer                                                                  | Grünes Häkchensymbol für ja                                                    | Grünes Häkchensymbol für ja                                                    | –                                                                              | Grünes Häkchensymbol für ja                                                    | Grünes Häkchensymbol für ja                                                    | Grünes Häkchensymbol für ja                                                    | Grünes Häkchensymbol für ja                                                    | Grünes Häkchensymbol für ja                                                    | –                                                                              | Grünes Häkchensymbol für ja                                                    | Grünes Häkchensymbol für ja                                                    | Grünes Häkchensymbol für ja                                                    | Grünes Häkchensymbol für ja                                                    | Grünes Häkchensymbol für ja                                                    | Grünes Häkchensymbol für ja                                                    | Grünes Häkchensymbol für ja                                                    | –                                                                              | Grünes Häkchensymbol für ja                                                    | Grünes Häkchensymbol für ja                                                    | Grünes Häkchensymbol für ja                                                    | Grünes Häkchensymbol für ja                                                    | Grünes Häkchensymbol für ja                                                    |
| Freestyle                                                                      | Grünes Häkchensymbol für ja                                                    | Grünes Häkchensymbol für ja                                                    | Grünes Häkchensymbol für ja                                                    | Grünes Häkchensymbol für ja                                                    | Grünes Häkchensymbol für ja                                                    | Grünes Häkchensymbol für ja                                                    | Grünes Häkchensymbol für ja                                                    | Grünes Häkchensymbol für ja                                                    | Grünes Häkchensymbol für ja                                                    | Grünes Häkchensymbol für ja                                                    | Grünes Häkchensymbol für ja                                                    | Grünes Häkchensymbol für ja                                                    | Grünes Häkchensymbol für ja                                                    | Grünes Häkchensymbol für ja                                                    | Grünes Häkchensymbol für ja                                                    | Grünes Häkchensymbol für ja                                                    | –                                                                              | Grünes Häkchensymbol für ja                                                    | –                                                                              | Grünes Häkchensymbol für ja                                                    | –                                                                              | Grünes Häkchensymbol für ja                                                    |
| Salsa                                                                          | –                                                                              | –                                                                              | Grünes Häkchensymbol für ja                                                    | Grünes Häkchensymbol für ja                                                    | Grünes Häkchensymbol für ja                                                    | –                                                                              | Grünes Häkchensymbol für ja                                                    | –                                                                              | Grünes Häkchensymbol für ja                                                    | Grünes Häkchensymbol für ja                                                    | Grünes Häkchensymbol für ja                                                    | Grünes Häkchensymbol für ja                                                    | Grünes Häkchensymbol für ja                                                    | Grünes Häkchensymbol für ja                                                    | Grünes Häkchensymbol für ja                                                    | Grünes Häkchensymbol für ja                                                    | –                                                                              | Grünes Häkchensymbol für ja                                                    | Grünes Häkchensymbol für ja                                                    | –                                                                              | –                                                                              | Grünes Häkchensymbol für ja                                                    |
| West Coast Swing                                                               | –                                                                              | –                                                                              | Grünes Häkchensymbol für ja                                                    | –                                                                              | –                                                                              | –                                                                              | –                                                                              | –                                                                              | –                                                                              | –                                                                              | –                                                                              | –                                                                              | –                                                                              | –                                                                              | –                                                                              | –                                                                              | –                                                                              | –                                                                              | –                                                                              | –                                                                              | –                                                                              | –                                                                              |
| Rock ’n’ Roll                                                                  | –                                                                              | –                                                                              | Grünes Häkchensymbol für ja                                                    | –                                                                              | –                                                                              | –                                                                              | –                                                                              | –                                                                              | Grünes Häkchensymbol für ja                                                    | Grünes Häkchensymbol für ja                                                    | –                                                                              | –                                                                              | –                                                                              | –                                                                              | –                                                                              | –                                                                              | –                                                                              | –                                                                              | –                                                                              | –                                                                              | –                                                                              | –                                                                              |
| Discofox                                                                       | –                                                                              | –                                                                              | –                                                                              | Grünes Häkchensymbol für ja                                                    | Grünes Häkchensymbol für ja                                                    | Grünes Häkchensymbol für ja                                                    | –                                                                              | Grünes Häkchensymbol für ja                                                    | Grünes Häkchensymbol für ja                                                    | Grünes Häkchensymbol für ja                                                    | Grünes Häkchensymbol für ja                                                    | Grünes Häkchensymbol für ja                                                    | Grünes Häkchensymbol für ja                                                    | Grünes Häkchensymbol für ja                                                    | Grünes Häkchensymbol für ja                                                    | Grünes Häkchensymbol für ja                                                    | –                                                                              | –                                                                              | –                                                                              | Grünes Häkchensymbol für ja                                                    | –                                                                              | Grünes Häkchensymbol für ja                                                    |
| Contemporary                                                                   | –                                                                              | –                                                                              | –                                                                              | –                                                                              | –                                                                              | –                                                                              | –                                                                              | Grünes Häkchensymbol für ja                                                    | Grünes Häkchensymbol für ja                                                    | Grünes Häkchensymbol für ja                                                    | Grünes Häkchensymbol für ja                                                    | Grünes Häkchensymbol für ja                                                    | Grünes Häkchensymbol für ja                                                    | Grünes Häkchensymbol für ja                                                    | Grünes Häkchensymbol für ja                                                    | Grünes Häkchensymbol für ja                                                    | Grünes Häkchensymbol für ja                                                    | Grünes Häkchensymbol für ja                                                    | Grünes Häkchensymbol für ja                                                    | Grünes Häkchensymbol für ja                                                    | Grünes Häkchensymbol für ja                                                    | Grünes Häkchensymbol für ja                                                    |
| Tango Argentino                                                                | –                                                                              | –                                                                              | –                                                                              | –                                                                              | Grünes Häkchensymbol für ja                                                    | Grünes Häkchensymbol für ja                                                    | –                                                                              | –                                                                              | Grünes Häkchensymbol für ja                                                    | Grünes Häkchensymbol für ja                                                    | Grünes Häkchensymbol für ja                                                    | Grünes Häkchensymbol für ja                                                    | Grünes Häkchensymbol für ja                                                    | Grünes Häkchensymbol für ja                                                    | –                                                                              | –                                                                              | –                                                                              | Grünes Häkchensymbol für ja                                                    | –                                                                              | Grünes Häkchensymbol für ja                                                    | –                                                                              | –                                                                              |
| Disco                                                                          | –                                                                              | –                                                                              | –                                                                              | –                                                                              | Grünes Häkchensymbol für ja                                                    | Grünes Häkchensymbol für ja                                                    | –                                                                              | Grünes Häkchensymbol für ja                                                    | –                                                                              | –                                                                              | –                                                                              | –                                                                              | –                                                                              | –                                                                              | –                                                                              | –                                                                              | –                                                                              | –                                                                              | –                                                                              | –                                                                              | –                                                                              | –                                                                              |
| Teamtanz                                                                       | –                                                                              | –                                                                              | –                                                                              | –                                                                              | Grünes Häkchensymbol für ja                                                    | Grünes Häkchensymbol für ja                                                    | –                                                                              | Grünes Häkchensymbol für ja                                                    | –                                                                              | Grünes Häkchensymbol für ja                                                    | Grünes Häkchensymbol für ja                                                    | Grünes Häkchensymbol für ja                                                    | Grünes Häkchensymbol für ja                                                    | Grünes Häkchensymbol für ja                                                    | Grünes Häkchensymbol für ja                                                    | Grünes Häkchensymbol für ja                                                    | –                                                                              | Grünes Häkchensymbol für ja                                                    | –                                                                              | –                                                                              | –                                                                              | –                                                                              |
| American Smooth                                                                | –                                                                              | –                                                                              | –                                                                              | –                                                                              | –                                                                              | Grünes Häkchensymbol für ja                                                    | Grünes Häkchensymbol für ja                                                    | Grünes Häkchensymbol für ja                                                    | –                                                                              | –                                                                              | –                                                                              | –                                                                              | –                                                                              | –                                                                              | –                                                                              | –                                                                              | –                                                                              | –                                                                              | –                                                                              | –                                                                              | –                                                                              | –                                                                              |
| Flamenco                                                                       | –                                                                              | –                                                                              | –                                                                              | –                                                                              | –                                                                              | –                                                                              | Grünes Häkchensymbol für ja                                                    | –                                                                              | –                                                                              | –                                                                              | Grünes Häkchensymbol für ja                                                    | –                                                                              | Grünes Häkchensymbol für ja                                                    | Grünes Häkchensymbol für ja                                                    | Grünes Häkchensymbol für ja                                                    | –                                                                              | –                                                                              | –                                                                              | –                                                                              | Grünes Häkchensymbol für ja                                                    | –                                                                              | Grünes Häkchensymbol für ja                                                    |
| Jazz                                                                           | –                                                                              | –                                                                              | –                                                                              | –                                                                              | –                                                                              | –                                                                              | Grünes Häkchensymbol für ja                                                    | –                                                                              | –                                                                              | –                                                                              | Grünes Häkchensymbol für ja                                                    | –                                                                              | –                                                                              | –                                                                              | –                                                                              | –                                                                              | –                                                                              | –                                                                              | –                                                                              | –                                                                              | –                                                                              | –                                                                              |
| Charleston                                                                     | –                                                                              | –                                                                              | –                                                                              | –                                                                              | –                                                                              | –                                                                              | –                                                                              | Grünes Häkchensymbol für ja                                                    | Grünes Häkchensymbol für ja                                                    | Grünes Häkchensymbol für ja                                                    | Grünes Häkchensymbol für ja                                                    | Grünes Häkchensymbol für ja                                                    | Grünes Häkchensymbol für ja                                                    | Grünes Häkchensymbol für ja                                                    | Grünes Häkchensymbol für ja                                                    | Grünes Häkchensymbol für ja                                                    | Grünes Häkchensymbol für ja                                                    | Grünes Häkchensymbol für ja                                                    | Grünes Häkchensymbol für ja                                                    | Grünes Häkchensymbol für ja                                                    | Grünes Häkchensymbol für ja                                                    | Grünes Häkchensymbol für ja                                                    |
| Hip-Hop                                                                        | –                                                                              | –                                                                              | –                                                                              | –                                                                              | –                                                                              | –                                                                              | –                                                                              | Grünes Häkchensymbol für ja                                                    | Grünes Häkchensymbol für ja                                                    | Grünes Häkchensymbol für ja                                                    | Grünes Häkchensymbol für ja                                                    | –                                                                              | –                                                                              | –                                                                              | –                                                                              | –                                                                              | –                                                                              | –                                                                              | –                                                                              | –                                                                              | –                                                                              | –                                                                              |
| Bollywood                                                                      | –                                                                              | –                                                                              | –                                                                              | –                                                                              | –                                                                              | –                                                                              | –                                                                              | Grünes Häkchensymbol für ja                                                    | Grünes Häkchensymbol für ja                                                    | Grünes Häkchensymbol für ja                                                    | Grünes Häkchensymbol für ja                                                    | Grünes Häkchensymbol für ja                                                    | Grünes Häkchensymbol für ja                                                    | Grünes Häkchensymbol für ja                                                    | Grünes Häkchensymbol für ja                                                    | –                                                                              | –                                                                              | –                                                                              | –                                                                              | Grünes Häkchensymbol für ja                                                    | –                                                                              | Grünes Häkchensymbol für ja                                                    |
| Lindy Hop                                                                      | –                                                                              | –                                                                              | –                                                                              | –                                                                              | –                                                                              | –                                                                              | –                                                                              | –                                                                              | –                                                                              | Grünes Häkchensymbol für ja                                                    | –                                                                              | –                                                                              | –                                                                              | –                                                                              | –                                                                              | Grünes Häkchensymbol für ja                                                    | –                                                                              | Grünes Häkchensymbol für ja                                                    | –                                                                              | –                                                                              | –                                                                              | –                                                                              |
| Lambada                                                                        | –                                                                              | –                                                                              | –                                                                              | –                                                                              | –                                                                              | –                                                                              | –                                                                              | –                                                                              | –                                                                              | Grünes Häkchensymbol für ja                                                    | –                                                                              | –                                                                              | –                                                                              | –                                                                              | –                                                                              | –                                                                              | –                                                                              | –                                                                              | –                                                                              | –                                                                              | –                                                                              | –                                                                              |
| Merengue                                                                       | –                                                                              | –                                                                              | –                                                                              | –                                                                              | –                                                                              | –                                                                              | –                                                                              | –                                                                              | –                                                                              | Grünes Häkchensymbol für ja                                                    | –                                                                              | –                                                                              | –                                                                              | –                                                                              | –                                                                              | –                                                                              | –                                                                              | –                                                                              | –                                                                              | –                                                                              | –                                                                              | –                                                                              |
| Burlesque                                                                      | –                                                                              | –                                                                              | –                                                                              | –                                                                              | –                                                                              | –                                                                              | –                                                                              | –                                                                              | –                                                                              | –                                                                              | Grünes Häkchensymbol für ja                                                    | –                                                                              | –                                                                              | –                                                                              | –                                                                              | –                                                                              | –                                                                              | –                                                                              | –                                                                              | –                                                                              | –                                                                              | –                                                                              |
| Streetdance                                                                    | –                                                                              | –                                                                              | –                                                                              | –                                                                              | –                                                                              | –                                                                              | –                                                                              | –                                                                              | –                                                                              | –                                                                              | Grünes Häkchensymbol für ja                                                    | Grünes Häkchensymbol für ja                                                    | Grünes Häkchensymbol für ja                                                    | Grünes Häkchensymbol für ja                                                    | Grünes Häkchensymbol für ja                                                    | Grünes Häkchensymbol für ja                                                    | –                                                                              | Grünes Häkchensymbol für ja                                                    | –                                                                              | –                                                                              | –                                                                              | Grünes Häkchensymbol für ja                                                    |
| Bachata                                                                        | –                                                                              | –                                                                              | –                                                                              | –                                                                              | –                                                                              | –                                                                              | –                                                                              | –                                                                              | –                                                                              | –                                                                              | –                                                                              | –                                                                              | –                                                                              | –                                                                              | –                                                                              | Grünes Häkchensymbol für ja                                                    | –                                                                              | Grünes Häkchensymbol für ja                                                    | –                                                                              | –                                                                              | –                                                                              | –                                                                              |
| Boogie Woogie                                                                  | –                                                                              | –                                                                              | –                                                                              | –                                                                              | –                                                                              | –                                                                              | –                                                                              | –                                                                              | –                                                                              | –                                                                              | –                                                                              | –                                                                              | –                                                                              | –                                                                              | –                                                                              | –                                                                              | –                                                                              | –                                                                              | –                                                                              | Grünes Häkchensymbol für ja                                                    | –                                                                              | –                                                                              |

## Staffeln

### Staffel 1
Die Auftaktshow von Staffel 1 wurde am 3. April 2006 um 21:15 Uhr, das Finale am 21. Mai 2006 um 20:15 Uhr ausgestrahlt. Es moderierten Nazan Eckes und Hape Kerkeling. Als Live-Band wurde das Pepe Lienhard Orchester verpflichtet. Heide Simonis verließ den Wettbewerb aus gesundheitlichen Gründen nach der fünften Sendung. Im Finale siegten Wayne Carpendale und Isabel Edvardsson als Zweite der Jurywertung durch die Zuschauerstimmen über Wolke Hegenbarth und Oliver Seefeldt.
| Platz | Kandidat         | Profitänzer         |
| ----- | ---------------- | ------------------- |
| 1     | Wayne Carpendale | Isabel Edvardsson   |
| 2     | Wolke Hegenbarth | Oliver Seefeldt     |
| 3     | Sandy Mölling    | Roberto Albanese    |
| 4     | Heide Simonis    | Hendrik Höfken      |
| 5     | Jürgen Hingsen   | Uta Deharde         |
| 6     | Jochen Horst     | Sofia Bogdanova     |
| 7     | Heike Henkel     | Dirk Bastert        |
| 8     | Axel Bulthaupt   | Anna Karina Mosmann |

### Staffel 2
Staffel 2 wurde ab dem 14. Mai 2007 um 21:15 Uhr ausgestrahlt, diesmal traten 10 Paare an. Moderiert wurde die Staffel erneut von Nazan Eckes und Hape Kerkeling. In der ersten Show musste schon ein Paar die Sendung verlassen. Im Finale am 30. Juni 2007 tanzten dieses Mal 3 Paare um den Titel „Dancing Star 2007“, Susan Sideropoulos und Christian Polanc gewannen.
| Platz | Kandidat                  | Profitänzer              |
| ----- | ------------------------- | ------------------------ |
| 01    | Susan Sideropoulos        | Christian Polanc         |
| 02    | Katja Ebstein             | Oliver Seefeldt          |
| 03    | Giovane Élber             | Isabel Edvardsson        |
| 04    | Jasmin Wagner             | Hendrik Höfken           |
| 05    | Ben Blümel                | Christine Deck           |
| 06    | Guildo Horn               | Motsi Mabuse             |
| 07    | Markus Majowski           | Anastassyja Krawtschenko |
| 08    | Margarethe Schreinemakers | Jürgen Schlegel          |
| 09    | Eralp Uzun                | Anna Karina Mosmann      |
| 10    | Jenny Elvers-Elbertzhagen | Sascha Karabey           |

### Staffel 3
Die dritte Staffel begann am 9. April 2010, wurde jeden Freitag um 21:15 Uhr gezeigt und moderiert von Nazan Eckes und Daniel Hartwich, der Hape Kerkeling ersetzte. Nach nur einer Folge verließ Arthur Abraham auf ärztliches Anraten für seine Box-Karriere die Show. Für Abraham/Uszkureit stiegen die bereits ausgeschiedenen Scheider/Mabuse wieder ein. Eine Woche später schied Hillu Schwetje verletzungsbedingt aus, jedoch verzichtete der zuvor ausgeschiedene Mathieu Carrière auf ein Nachrücken und das Teilnehmerfeld reduzierte sich dauerhaft um einen Kandidaten.
Während einer Generalprobe verletzte sich Christian Bärens am Rücken, trotz dessen bestritt er Show 6. Bärens’ Tanzpartnerin Sylvie van der Vaart tanzte die letzten beiden Shows mit Christian Polanc, ursprünglicher Partner von Hillu Schwetje.
Erstmals bestimmte die Jury für das Finale eine Tanzaufgabe (Jury-Tanz), womit ein zuvor schwächer bewerteter Tanz nochmals von den Finalisten präsentiert werden sollte. Die Quoten der Staffel waren über dem Senderdurchschnitt. Sophia Thomalla und Massimo Sinató gewannen das Finale.
| Platz | Kandidat             | Profitänzer                 |
| ----- | -------------------- | --------------------------- |
| 01    | Sophia Thomalla      | Massimo Sinató              |
| 02    | Sylvie van der Vaart | Christian Bärens (Show 1–6) |
| 02    | Sylvie van der Vaart | Christian Polanc (Show 7–8) |
| 03    | Nina Bott            | Roberto Albanese            |
| 04    | Raúl Richter         | Melissa Ortiz-Gomez         |
| 05    | Rolf Scheider        | Motsi Mabuse                |
| 06    | Brigitte Nielsen     | Oliver Tienken              |
| 07    | Achim Mentzel        | Sarah Latton                |
| 08    | Hiltrud Schwetje     | Christian Polanc            |
| 09    | Mathieu Carrière     | Tatjana Kuschill            |
| 10    | Arthur Abraham       | Nina Uszkureit              |

### Staffel 4
Die Ausstrahlung von Staffel 4 begann am 23. März 2011 mit den Moderatoren Daniel Hartwich und Sylvie van der Vaart, die im Jahr zuvor als Kandidatin den zweiten Rang belegt hatte. Der Sendetermin wurde von Freitag- auf Mittwochabend verlegt. In Show 6 wurde erstmals der Discofox-Marathon durchgeführt.
Kristina Bach verließ den Wettbewerb nach einem Bandscheibenvorfall während der Proben zur fünften Show. Die zuvor ausgeschiedene Liliana Matthäus rückte nach. Maite Kelly und Christian Polanc gewannen mit einer um einen Punkt besseren Jurywertung vor dem anderen Finaltanzpaar.
| Platz | Kandidat         | Profitänzer         |
| ----- | ---------------- | ------------------- |
| 01    | Maite Kelly      | Christian Polanc    |
| 02    | Moritz A. Sachs  | Melissa Ortiz-Gomez |
| 03    | Thomas Karaoglan | Sarah Latton        |
| 04    | Liliana Matthäus | Massimo Sinató      |
| 05    | Jörn Schlönvoigt | Helena Kaschurow    |
| 06    | Bernd Herzsprung | Nina Uszkureit      |
| 07    | Kristina Bach    | Erich Klann         |
| 08    | Andrea Sawatzki  | Stefano Terrazzino  |
| 09    | Tim Lobinger     | Isabel Edvardsson   |
| 10    | Regina Halmich   | Sergiy Plyuta       |

### Staffel 5
Auch Staffel 5, deren Ausstrahlung am 14. März 2012 begann, brachte wieder einige Neuerungen mit sich: Zum einen tanzten erstmals 12 Paare in 11 Liveshows, zum anderen nahm mit Maite Kelly erstmals eine Vorjahressiegerin am Jury-Pult Platz.
Ein weiteres Novum war die Einführung eines Showmottos in Show 4 der Staffel, die ganz im Zeichen des Kult-Tanzfilmes Dirty Dancing stand. Zwei Wochen später präsentierten die Kandidaten die Mottoshow „Magic Moments“ zu Ereignissen, die in ihrem Leben eine besondere Rolle spielen. „Magic Moments“ etablierte sich in den weiteren Staffeln.
Die in Show 4 abgewählte Magdalena Brzeska nahm an Stelle der gleichzeitig wegen eines Trauerfalls ausgestiegenen Gitte Hænning weiter am Wettbewerb teil und gewann letztlich
mit Erich Klann das Finale.
| Platz | Kandidat                | Profitänzer         |
| ----- | ----------------------- | ------------------- |
| 01    | Magdalena Brzeska       | Erich Klann         |
| 02    | Rebecca Mir             | Massimo Sinató      |
| 03    | Stefanie Hertel         | Sergiy Plyuta       |
| 04    | Joana Zimmer            | Christian Polanc    |
| 05    | Lars Riedel             | Marta Arndt         |
| 06    | Patrick Lindner         | Isabel Edvardsson   |
| 07    | Mandy Capristo          | Stefano Terrazzino  |
| 08    | Ardian Bujupi           | Katja Kalugina      |
| 09    | Gitte Hænning           | Gennady Bondarenko  |
| 10    | Patrick Bach            | Melissa Ortiz-Gomez |
| 11    | Marc Terenzi            | Sarah Latton        |
| 12    | Uwe Fahrenkrog-Petersen | Helena Kaschurow    |

### Staffel 6
Jorge González löste Maite Kelly als Jurymitglied ab. Die Jury bestand aus nur noch drei Personen. Die Sendung lief, wie bereits in Staffel 3, ab dem 5. April 2013 freitags. Außerdem beschränkte man die Anzahl der Tanzpaare wieder auf 10. Erneut moderierten Sylvie Meis und Daniel Hartwich.
Neu war das im Halbfinale abgehaltene Dance-Off – die verbliebenen Paare traten in einer gleichzeitig präsentierten Choreografie zu einem Cha-Cha-Cha gegeneinander an. Manuel Cortez und Melissa Ortiz-Gomez gewannen das Finale.
| Platz | Kandidat         | Profitänzer         |
| ----- | ---------------- | ------------------- |
| 01    | Manuel Cortez    | Melissa Ortiz-Gomez |
| 02    | Sıla Şahin       | Christian Polanc    |
| 03    | Paul Janke       | Ekaterina Leonova   |
| 04    | Simone Ballack   | Erich Klann         |
| 05    | Manuela Wisbeck  | Massimo Sinató      |
| 06    | Jürgen Milski    | Oana Nechiti        |
| 07    | Balian Buschbaum | Sarah Latton        |
| 08    | Marijke Amado    | Stefano Terrazzino  |
| 09    | Tetje Mierendorf | Isabel Edvardsson   |
| 10    | Gülcan Kamps     | Nikita Bazev        |

### Staffel 7
Staffel 7 begann am 28. März 2014, wobei – anders als in den vorangegangenen Runden – jede Sendung bereits um 20:15 Uhr begann. Moderation und Jury blieben mit Sylvie Meis und Daniel Hartwich sowie Motsi Mabuse, Jorge González und Joachim Llambi unverändert.
Neu eingeführt wurden der Ausdrucks- und Bewegungstanz Contemporary und die Tanzstile Bollywood, Charleston und Hip-Hop. Alexander Klaws und Isabel Edvardsson gewannen das Finale mit 5,58 Millionen Zuschauer.
| Platz | Kandidat           | Profitänzer       |
| ----- | ------------------ | ----------------- |
| 01    | Alexander Klaws    | Isabel Edvardsson |
| 02    | Tanja Szewczenko   | Willi Gabalier    |
| 03    | Carmen Geiss       | Christian Polanc  |
| 04    | Larissa Marolt     | Massimo Sinató    |
| 05    | Lilly Becker       | Erich Klann       |
| 06    | Alexander Leipold  | Oana Nechiti      |
| 07    | Bernhard Brink     | Sarah Latton      |
| 08    | Dirk Moritz        | Katja Kalugina    |
| 09    | Cindy Berger       | Marius Iepure     |
| 10    | Patrice Bouédibéla | Ekaterina Leonova |

### Staffel 8
Staffel 8 begann am 13. März 2015 und endete am 5. Juni 2015. Erstmals nahmen 14 Tanzpaare am Wettbewerb teil. Erneut moderierten Sylvie Meis und Daniel Hartwich die Staffel und bildeten Motsi Mabuse, Jorge González und Joachim Llambi die Jury. Das Finale mit 4,61 Millionen Zuschauern gewannen Hans Sarpei und Kathrin Menzinger, nachdem im Halbfinale erstmals als dritter Tanz eine Improvisation („Impro-Dance“) zu absolvieren war.
| Platz | Kandidat           | Profitänzer       |
| ----- | ------------------ | ----------------- |
| 01    | Hans Sarpei        | Kathrin Menzinger |
| 02    | Minh-Khai Phan-Thi | Massimo Sinató    |
| 03    | Matthias Steiner   | Ekaterina Leonova |
| 04    | Enissa Amani       | Christian Polanc  |
| 05    | Thomas Drechsel    | Regina Murtasina  |
| 06    | Daniel Küblböck    | Otlile Mabuse     |
| 07    | Katja Burkard      | Paul Lorenz       |
| 08    | Ralf Bauer         | Oana Nechiti      |
| 09    | Beatrice Richter   | Vadim Garbuzov    |
| 10    | Detlef Steves      | Isabel Edvardsson |
| 11    | Miloš Vuković      | Cathrin Hissnauer |
| 12    | Panagiota Petridou | Sergiu Luca       |
| 13    | Cora Schumacher    | Erich Klann       |
| 14    | Cathy Fischer      | Marius Iepure     |

### Staffel 9
Staffel 9 wurde vom 11. März bis zum 3. Juni 2016 ausgestrahlt. Neu etabliert wurde das „Boys vs. Girls“ genannte Tanzduell zwischen den männlichen und weiblichen Kandidaten; die Tänze Lindy Hop, Lambada und Merengue standen erstmals im Programm. Die verletzte Franziska Traub musste mit ihrem Tanzpartner Vadim Garbuzov vor der dritten Show aufgeben, die Nachrücker Ulli Potofski/Kathrin Menzinger gelangten trotz schlechtester Jurybewertungen dank massiver Zuschauerunterstützung auf Platz 6. Den Wettbewerb gewannen Victoria Swarovski und zum zweiten Mal Erich Klann. Das Finale sahen 5,06 Millionen Zuschauer.
| Platz | Kandidat                | Profitänzer             |
| ----- | ----------------------- | ----------------------- |
| 01    | Victoria Swarovski      | Erich Klann             |
| 02    | Sarah Lombardi          | Robert Beitsch          |
| 03    | Jana Pallaske           | Massimo Sinató          |
| 04    | Eric Stehfest           | Oana Nechiti            |
| 05    | Julius Brink            | Ekaterina Leonova       |
| 06    | Ulli Potofski           | Kathrin Menzinger       |
| 07    | Alessandra Meyer-Wölden | Sergiu Luca             |
| 08    | Nastassja Kinski        | Christian Polanc        |
| 09    | Michael Wendler         | Isabel Edvardsson       |
| 10    | Thomas Häßler           | Regina Luca             |
| 11    | Sonja Kirchberger       | Ilia Russo (Show 1–3)   |
| 11    | Sonja Kirchberger       | Vadim Garbuzov (Show 4) |
| 12    | Attila Hildmann         | Oxana Lebedew           |
| 13    | Franziska Traub         | Vadim Garbuzov          |
| 14    | Niels Ruf               | Otlile Mabuse           |

### Staffel 10
Daniel Hartwich und Sylvie Meis moderierten wieder, Motsi Mabuse, Jorge González und Joachim Llambi bildeten erneut die Jury.
Die Staffel wurde am 24. Februar 2017 erstmals durch eine Kennenlernshow eingeleitet, in der die Tanzpaare gebildet wurden. Drei Wochen später folgte die erste Show mit Ausscheidungsmöglichkeit.
Das Finale sahen 4,41 Millionen Zuschauer. Gil Ofarim und Ekaterina Leonova gewannen mit der besten Jurywertung (88 Punkte).
| Platz | Kandidat               | Profitänzer                  |
| ----- | ---------------------- | ---------------------------- |
| 01    | Gil Ofarim             | Ekaterina Leonova            |
| 02    | Vanessa Mai            | Christian Polanc             |
| 03    | Angelina Kirsch        | Massimo Sinató               |
| 04    | Giovanni Zarrella      | Christina Luft (Show 1–4)    |
| 04    | Giovanni Zarrella      | Marta Arndt (Show 5–11)      |
| 05    | Faisal Kawusi          | Oana Nechiti                 |
| 06    | Heinrich Popow         | Kathrin Menzinger            |
| 07    | Maximilian Arland      | Isabel Edvardsson (Show 1–4) |
| 07    | Maximilian Arland      | Sarah Latton (Show 5–8)      |
| 08    | Cheyenne Pahde         | Andrzej Cibis                |
| 09    | Susi Kentikian         | Robert Beitsch               |
| 10    | Ann-Kathrin Brömmel    | Sergiu Luca                  |
| 11    | Anni Friesinger-Postma | Erich Klann                  |
| 12    | Bastiaan Ragas         | Sarah Latton                 |
| 13    | Chiara Ohoven          | Vadim Garbuzov               |
| 14    | Jörg Draeger           | Marta Arndt                  |

### Staffel 11
Staffel 11 startete am 9. März 2018 mit der Kennenlernshow. Die Siegerin aus dem Jahr 2016, Victoria Swarovski, übernahm die Moderation an der Seite von Daniel Hartwich. Motsi Mabuse, Jorge González und Joachim Llambi bildeten wieder die Jury. Das Finale am 8. Juni 2018 sahen 3,51 Millionen Zuschauer. Ingolf Lück und Ekaterina Leonova wiesen im Halbfinale die schlechteste Jurywertung auf und waren durch die meisten Zuschaueranrufe ins Finale gerückt. Dort siegten sie als Beste nach Jurymeinung.
| Platz | Kandidat                         | Profitänzer          |
| ----- | -------------------------------- | -------------------- |
| 01    | Ingolf Lück                      | Ekaterina Leonova    |
| 02    | Judith Williams                  | Erich Klann          |
| 03    | Barbara Meier                    | Sergiu Luca          |
| 04    | Julia Dietze                     | Massimo Sinató       |
| 05    | Iris Mareike Steen               | Christian Polanc     |
| 06    | Thomas Hermanns                  | Regina Luca          |
| 07    | Bela Klentze                     | Oana Nechiti         |
| 07    | Bela Klentze                     | Marta Arndt (Show 6) |
| 08    | Roman Lochmann                   | Katja Kalugina       |
| 09    | Charlotte Würdig                 | Valentin Lusin       |
| 10    | Jimi Blue Ochsenknecht           | Renata Lusin         |
| 11    | Eduardo Andrés Lopez ("Chakall") | Marta Arndt          |
| 12    | Heiko Lochmann                   | Kathrin Menzinger    |
| 13    | Jessica Paszka                   | Robert Beitsch       |
| 14    | Tina Ruland                      | Vadim Garbuzov       |

### Staffel 12
Staffel 12 startete mit der Kennenlernshow am 15. März 2019. Moderiert wurde die Staffel wieder von Swarovski und Hartwich. Motsi Mabuse, Jorge González und Joachim Llambi bildeten wie auch in den Vorjahren die Jury. Im Finale am 14. Juni 2019, das 4,35 Millionen Zuschauer sahen, bekamen zwei Paare 90 Punkte in der Jurywertung, Pascal Hens und Ekaterina Leonova allerdings die meisten Zuschaueranrufe.
| Platz | Kandidat            | Profitänzer       |
| ----- | ------------------- | ----------------- |
| 01    | Pascal Hens         | Ekaterina Leonova |
| 02    | Ella Endlich        | Valentin Lusin    |
| 03    | Benjamin Piwko      | Isabel Edvardsson |
| 04    | Nazan Eckes         | Christian Polanc  |
| 05    | Evelyn Burdecki     | Evgeny Vinokurov  |
| 06    | Barbara Becker      | Massimo Sinató    |
| 07    | Oliver Pocher       | Christina Luft    |
| 08    | Sabrina Mockenhaupt | Erich Klann       |
| 09    | Ulrike Frank        | Robert Beitsch    |
| 10    | Kerstin Ott         | Regina Luca       |
| 11    | Thomas Rath         | Kathrin Menzinger |
| 12    | Lukas Rieger        | Katja Kalugina    |
| 13    | Özcan Coşar         | Marta Arndt       |
| 14    | Jan Hartmann        | Renata Lusin      |

### Staffel 13
Staffel 13 wurde bereits kurz nach dem Finale von Staffel 12 noch für das Jahr 2020 angekündigt. Zudem wurde bekanntgegeben, dass diese mit einer unveränderten Jury stattfinden wird. Am 21. Februar 2020 begann Staffel 13 mit der Kennenlernshow. Moderiert wurde die Staffel wieder von Swarovski und Hartwich.
Einen Tag vor Show 4 entschied sich die RTL Deutschland GmbH dazu, die kommenden Liveshows aufgrund der COVID-19-Pandemie in Deutschland nur mit einer sehr geringen Anzahl Publikum zu senden. So saßen nur die Angehörigen und Freunde der Kandidaten im Publikum. Eine Woche später wurde beschlossen, in den Liveshows komplett auf Studiopublikum zu verzichten.
Das Finale am 22. Mai 2020 sahen 4.800.000 Zuschauer. Lili Paul-Roncalli und Massimo Sinató erzielten wie die Zweitplatzierten dreimal die Maximalpunktzahl, erhielten aber mehr Zuschaueranrufe.
| Platz | Kandidat               | Profitänzer             |
| ----- | ---------------------- | ----------------------- |
| 01    | Lili Paul-Roncalli     | Massimo Sinató          |
| 02    | Moritz Hans            | Renata Lusin            |
| 03    | Luca Hänni             | Christina Luft          |
| 04    | Tijan Njie             | Kathrin Menzinger       |
| 05    | Ilka Bessin            | Erich Klann             |
| 06    | Laura Müller           | Christian Polanc        |
| 06    | Laura Müller           | Robert Beitsch (Show 5) |
| 07    | Martin Klempnow        | Marta Arndt             |
| 08    | Loiza Lamers           | Andrzej Cibis           |
| 09    | Ulrike von der Groeben | Valentin Lusin          |
| 10    | Sükrü Pehlivan         | Alona Uehlin            |
| 11    | John Kelly             | Regina Luca             |
| 12    | Aílton                 | Isabel Edvardsson       |
| 13    | Sabrina Setlur         | Nikita Kuzmin           |
| 14    | Steffi Jones           | Robert Beitsch          |

### Staffel 14
Am 26. Februar 2021 startete Staffel 14 mit der Kennenlernshow. Die 14 Kandidaten erfuhren, mit welchen Profitänzern sie tanzen werden. Die erste reguläre Show fand am 5. März 2021 statt. Wie auch in Staffel 12 gab es ein gleichgeschlechtliches Tanzpaar: Nicolas Puschmann tanzte mit Vadim Garbuzov. Rúrik Gíslason und Renata Lusin gewannen das Finale am 28. Mai durch die Zuschaueranrufe. In der Jurywertung lagen sie mit 89 Punkten hinter den Zweitplatzierten mit 90.
| Platz | Kandidat          | Profitänzer         |
| ----- | ----------------- | ------------------- |
| 01    | Rúrik Gíslason    | Renata Lusin        |
| 02    | Valentina Pahde   | Valentin Lusin      |
| 03    | Nicolas Puschmann | Vadim Garbuzov      |
| 04    | Simon Zachenhuber | Patricija Belousova |
| 05    | Auma Obama        | Andrzej Cibis       |
| 06    | Lola Weippert     | Christian Polanc    |
| 07    | Ilse DeLange      | Evgeny Vinokurov    |
| 08    | Jan Hofer         | Christina Luft      |
| 09    | Mickie Krause     | Malika Dzumaev      |
| 10    | Erol Sander       | Marta Arndt         |
| 11    | Kai Ebel          | Kathrin Menzinger   |
| 12    | Senna Gammour     | Robert Beitsch      |
| 13    | Kim Riekenberg    | Pasha Zvychaynyy    |
| 14    | Vanessa Neigert   | Alexandru Ionel     |

### Staffel 15
Staffel 15 war zu Beginn geprägt von der COVID-19-Pandemie in Deutschland, wegen der zahlreiche Teilnehmer vorübergehend aussetzen mussten. Die Ausstrahlung, in unveränderter Moderations- und Jurybesetzung, startete am 18. Februar 2022 mit der Kennenlernshow, in der Joachim Llambi durch Rúrik Gíslason vertreten wurde. Ebenfalls krankheitsbedingt fiel Daniel Hartwich in den Shows 5 und 12 aus, er wurde beide Male von Jan Köppen vertreten. Die Gewinner René Casselly und Kathrin Menzinger erhielten im Finale die höchste Jurywertung (88 Punkte) der drei Paare.
| Platz | Kandidat                             | Profitänzer              |
| ----- | ------------------------------------ | ------------------------ |
| 01    | René Casselly                        | Kathrin Menzinger        |
| 01    | René Casselly                        | Regina Luca (Show 4)     |
| 02    | Janin Ullmann                        | Zsolt Sándor Cseke       |
| 03    | Mathias Mester                       | Renata Lusin             |
| 03    | Mathias Mester                       | Patricija Ionel (Show 5) |
| 04    | Amira Pocher                         | Massimo Sinató           |
| 05    | Sarah Mangione                       | Vadim Garbuzov           |
| 06    | Bastian Bielendorfer                 | Ekaterina Leonova        |
| 07    | Mike Singer                          | Christina Luft           |
| 08    | Timur Ülker                          | Malika Dzumaev           |
| 08    | Timur Ülker                          | Patricija Ionel (Show 2) |
| 09    | Caroline Bosbach                     | Valentin Lusin           |
| 10    | Michelle                             | Christian Polanc         |
| 11    | Riccardo Basile                      | Isabel Edvardsson        |
| 12    | Lilly zu Sayn-Wittgenstein-Berleburg | Andrzej Cibis            |
| 12    | Lilly zu Sayn-Wittgenstein-Berleburg | Jimmie Surles (Show 2)   |
| 13    | Cheyenne Ochsenknecht                | Evgeny Vinokurov         |
| 14    | Hardy Krüger junior                  | Patricija Ionel          |

### Staffel 16
Staffel 16 startete am 17. Februar 2023 in unveränderter Moderations- und Jurybesetzung mit der Kennenlernshow. Neu waren eine Partnertauschrunde in Show 6 und die den Discofox-Marathon ersetzende „Hot Salsa Night“ in Show 9. Das Siegerpaar Anna Ermakova/Valentin Lusin erhielt die besten Jurywertungen aller bisherigen Tanzpaare.
| Platz | Kandidat                | Profitänzer              | Profitänzer Show 6 – Partnertausch |
| ----- | ----------------------- | ------------------------ | ---------------------------------- |
| 01    | Anna Ermakova           | Valentin Lusin           | Christian Polanc                   |
| 02    | Julia Beautx            | Zsolt Sándor Cseke       | Vadim Garbuzov                     |
| 03    | Philipp Boy             | Patricija Ionel          | Christina Luft                     |
| 04    | Timon Krause            | Ekaterina Leonova        | Isabel Edvardsson                  |
| 05    | Jens „Knossi“ Knossalla | Isabel Edvardsson        | Mariia Maksina                     |
| 06    | Sharon Battiste         | Christian Polanc         | Valentin Lusin                     |
| 06    | Sharon Battiste         | Alexandru Ionel (Show 2) | Valentin Lusin                     |
| 07    | Chryssanthi Kavazi      | Vadim Garbuzov           | Zsolt Sándor Cseke                 |
| 08    | Ali Güngörmüş           | Christina Luft           | Patricija Ionel                    |
| 08    | Michael „Mimi“ Kraus    | Mariia Maksina           | Ekaterina Leonova                  |
| 10    | Sally Özcan             | Massimo Sinató           |                                    |
| 11    | Younes Zarou            | Malika Dzumaev           |                                    |
| 12    | Natalia Yegorova        | Andrzej Cibis            |                                    |
| 13    | Abdelkarim              | Kathrin Menzinger        |                                    |
| 14    | Alex Mariah Peter       | Alexandru Ionel          |                                    |

### Staffel 17
Am 7. Januar 2024 wurden die Kandidaten für die siebzehnte Staffel bekanntgegeben, deren Start für den 23. Februar angekündigt wurde.
Am 26. Januar wurde ein Kandidat ausgetauscht. Tony Bauer verließ nach neun Runden aus gesundheitlichen Gründen die Show, die zuvor ausgeschiedene Ann-Kathrin Bendixen kehrte zurück. Eine Woche darauf verabschiedete sich Mark Keller aus den gleichen Gründen, worauf Lulu Lewe wieder einstieg. Es gewannen Gabriel Kelly und Malika Dzumaev, die im Finale als siebtes Paar von der Jury 90 Punkte erhielten.
| Platz | Kandidat             | Profitänzer              | Profitänzer Show 6 – Partnertausch |
| ----- | -------------------- | ------------------------ | ---------------------------------- |
| 01    | Gabriel Kelly        | Malika Dzumaev           | Anastasia Stan                     |
| 02    | Jana Wosnitza        | Vadim Garbuzov           | Massimo Sinató                     |
| 03    | Detlef Soost         | Ekaterina Leonova        | Kathrin Menzinger                  |
| 04    | Ann-Kathrin Bendixen | Valentin Lusin           | Vadim Garbuzov                     |
| 04    | Ann-Kathrin Bendixen | Mikael Tatarkin (Show 4) | Vadim Garbuzov                     |
| 05    | Lulu Lewe            | Massimo Sinató           | Alexandru Ionel                    |
| 06    | Mark Keller          | Kathrin Menzinger        | Ekaterina Leonova                  |
| 07    | Tony Bauer           | Anastasia Stan           | Marta Arndt                        |
| 08    | Biyon Kattilathu     | Marta Arndt              | Malika Dzumaev                     |
| 08    | Sophia Thiel         | Alexandru Ionel          | Valentin Lusin                     |
| 10    | Stefano Zarrella     | Mariia Maksina           |                                    |
| 11    | Lina Larissa Strahl  | Zsolt Sándor Cseke       |                                    |
| 12    | Eva Padberg          | Paul Lorenz              |                                    |
| 13    | Tillman Schulz       | Patricija Ionel          |                                    |
| 14    | Maria Clara Groppler | Mikael Tatarkin          |                                    |

### Staffel 18
Am 6. Januar 2025 gab RTL die Kandidaten der achtzehnten Staffel bekannt, welche am 21. Februar startete.
| Platz | Kandidat                       | Profitänzer        | Profitänzer Show 8 – Partnertausch |
| ----- | ------------------------------ | ------------------ | ---------------------------------- |
| 01    | Diego Pooth                    | Ekaterina Leonova  | Malika Dzumaev                     |
| 02    | Taliso Engel                   | Patricija Ionel    | Kathrin Menzinger                  |
| 03    | Fabian Hambüchen               | Anastasia Maruster | Christina Hänni                    |
| 04    | Sandra Safiulov (Selfiesandra) | Zsolt Sándor Cseke | Evgeny Vinokurov                   |
| 05    | Marie Mouroum                  | Alexandru Ionel    | Renata Lusin                       |
| 06    | Christine Neubauer             | Valentin Lusin     | Massimo Sinató                     |
| 07    | Jeanette Biedermann            | Vadim Garbuzov     | Sergiu Maruster                    |
| 08    | Simone Thomalla                | Evgeny Vinokurov   |                                    |
| 09    | Marc Eggers                    | Renata Lusin       |                                    |
| 10    | Paola Maria                    | Massimo Sinató     |                                    |
| 11    | Ben Zucker                     | Malika Dzumaev     |                                    |
| 12    | Leyla Lahouar                  | Sergiu Maruster    |                                    |
| 13    | Roland Trettl                  | Kathrin Menzinger  |                                    |
| 14    | Osan Yaran                     | Christina Hänni    |                                    |

## Ableger und Specials

### Weihnachts-Special
Die Jury in den bisherigen Weihnachts-Specials bildeten wie in den regulären Ausgaben in diesen Jahren Jorge González, Motsi Mabuse und Joachim Llambi.

#### 2013
Unter dem Titel Let’s Dance – Let’s Christmas traten in einer zweiteiligen Sonderausgabe am 20. und 21. Dezember 2013 fünf ehemalige Teilnehmer gegeneinander an. Wie am 12. November 2013 bekanntgegeben wurde, handelte es sich dabei um die bisherigen Staffelsieger mit Ausnahme von Wayne Carpendale und Maite Kelly. Letztere war ursprünglich für die Show eingeplant, sagte ihre Teilnahme allerdings aus terminlichen Gründen wieder ab, weswegen sie vom Zweiten ihrer Staffel, Moritz A. Sachs, vertreten wurde. Mit der Gewinnsumme von 10.000 Euro unterstützte Brzeska als Projektpatin im Rahmen des RTL-Spendenmarathons blinde Kinder in Togo.
| Kandidaten         | Profi-Tänzer       | Platz |
| ------------------ | ------------------ | ----- |
| Magdalena Brzeska  | Erich Klann        | 1     |
| Sophia Thomalla    | Massimo Sinató     | 2     |
| Moritz A. Sachs    | Isabel Edvardsson  | 3     |
| Susan Sideropoulos | Stefano Terrazzino | 4     |
| Manuel Cortez      | Oana Nechiti       | 4     |

#### 2022
| Kandidaten                                                         | Profi-Tänzer       | Tanz 1 • Musik Jury-Bewertung *                                      | Tanz 2 • Musik Jury-Bewertung *                                   |
| ------------------------------------------------------------------ | ------------------ | -------------------------------------------------------------------- | ----------------------------------------------------------------- |
| Rúrik Gíslason                                                     | Malika Dzumaev     | Jive • Gary Barlow – Incredible Christmas • 10/10/10                 | Contemporary • Liam Payne – All I Want (For Christmas) • 10/10/10 |
| Janin Ullmann                                                      | Zsolt Sándor Cseke | Rumba • The Carpenters – Merry Christmas Darling • 10/10/10          | Charleston • James Lord Pierpont – Jingle Bells • 10/10/10        |
| René Casselly                                                      | Kathrin Menzinger  | Quickstepp • Frank Sinatra – Santa Claus Is Coming to Town • 10/10/8 | Tango • Wham! – Last Christmas • 10/10/10                         |
| Lili Paul-Roncalli                                                 | Massimo Sinató     | Cha-Cha-Cha • Jose Feliciano – Feliz Navidad • 10/10/8               | Slowfox • Kylie Minogue – Oh Santa • 10/10/9                      |
| Mathias Mester                                                     | Renata Lusin       | Charleston • Rolf Zuckowski – In der Weihnachtsbäckerei • 8/8/7      | Jive • Gene Autry – Frosty the Snow Man • 9/9/8                   |
| * in der Reihenfolge Jorge González, Motsi Mabuse, Joachim Llambi. |                    |                                                                      |                                                                   |

Unter dem Titel Let’s Dance – Die große Weihnachtsshow traten am 23. Dezember 2022 erneut fünf ehemalige Teilnehmer gegeneinander an. Es waren die Gewinner der drei zurückliegenden Staffeln sowie die Zweit- und der Drittplatzierte der letzten Ausgabe. Vier von ihnen tanzten mit ihren Profi-Partnern aus den Staffeln. Da Renata Lusin zweimal Tanzpartnerin war, erhielt Rúrik Gíslason mit Malika Dzumaev eine neue Tänzerin an seine Seite.
Zur Monate vorher aufgezeichneten Show fand die Zuschauerabstimmung live statt. Danach wurde die Jubelvariante des Siegerpaares – alle fünf möglichen Jubelszenarios waren aufgezeichnet – abgespielt. Ex-Kandidaten traten in einem „Tanz-Act“ (Bastian Bielendorfer mit Ekaterina Leonova) und einem „Musik-Act“ (Mike Singer und Patricia Kelly) auf. Auch ein Zuschauerpaar durfte einen Tanz vorführen.
Das Siegerpaar Rúrik Gíslason und Malika Dzumaev durfte 10.000 Euro für einen guten Zweck ihrer Wahl spenden.

#### 2023
| Kandidaten                                                         | Profi-Tänzer      | Tanz 1 • Musik Jury-Bewertung *                                     | Tanz 2 • Musik Jury-Bewertung *                                       |
| ------------------------------------------------------------------ | ----------------- | ------------------------------------------------------------------- | --------------------------------------------------------------------- |
| Anna Ermakova                                                      | Valentin Lusin    | Rumba • Eartha Kitt – Santa Baby • 10/10/10                         | Quickstepp • Shakin’ Stevens – Merry Christmas Everyone • 10/10/10    |
| Rebecca Mir                                                        | Massimo Sinató    | Salsa • Mariah Carey – All I Want for Christmas Is You • 10/10/9    | Tango • L. M. Azpiazu – A Christmas Tango (With Santa) • 10/9/9       |
| Moritz Hans                                                        | Renata Lusin      | Charleston • Gene Autry – Rudolph, the Red-Nosed Reindeer • 10/10/9 | Rumba • Bing Crosby – White Christmas • 9/9/9                         |
| Benjamin Piwko                                                     | Isabel Edvardsson | Wiener Walzer • Sia – Snowman • 9/9/7                               | Contemporary • Boyce Avenue – Silent Night • 10/10/9                  |
| Sarah Engels                                                       | Vadim Garbuzov    | Contemporary • John Lennon – Happy Xmas • 10/10/8                   | Cha-Cha-Cha • Tommie Connor – I Saw Mommy Kissing Santa Claus • 9/8/7 |
| Ingolf Lück                                                        | Ekaterina Leonova | Tango • Alma Cogan – Never Do a Tango With an Eskimo • 9/9/8        | Jive • Leroy Anderson – Sleigh Ride • 8/8/7                           |
| * in der Reihenfolge Jorge González, Motsi Mabuse, Joachim Llambi. |                   |                                                                     |                                                                       |

In der Ausgabe von Let’s Dance – Die große Weihnachtsshow vom 22. Dezember 2023 gesellten sich zu den siegreichen Kandidaten von 2023 und 2018 die Zweitplatzierten von 2020, 2016 und 2012 sowie der Drittplatzierte von 2019 mit ihren Profitänzern. Ausnahme war Sarah Engels (Zweitplatzierte 2016), der Vadim Garbuzov anstelle von damals Robert Beitsch zur Seite stand. Nach der Zuschauerabstimmung lagen wie nach der Jurywertung Anna Ermakova und Valentin Lusin vorne und spendeten die gewonnenen 10.000 Euro an Ein Herz für Kinder.

#### 2024
| Kandidaten                                                         | Profi-Tänzer       | Tanz 1 • Musik Jury-Bewertung *                                                | Tanz 2 • Musik Jury-Bewertung *                                  |
| ------------------------------------------------------------------ | ------------------ | ------------------------------------------------------------------------------ | ---------------------------------------------------------------- |
| René Casselly                                                      | Kathrin Menzinger  | Jive • Mariah Carey – All I Want for Christmas Is You • 10/10/10               | Contemporary • Carol of the Bells • 10/10/10                     |
| Gabriel Kelly                                                      | Malika Dzumaev     | Wiener Walzer • The Christmas Song • 10/10/10                                  | Cha Cha Cha • Wham! – Last Christmas • 10/10/10                  |
| Julia Beautx                                                       | Zsolt Sándor Cseke | Quickstepp • Jingle Bells • 10/9/8                                             | Tango • Frankie Goes to Hollywood – The Power Of Love • 10/10/10 |
| Amira Aly                                                          | Valentin Lusin     | Charleston • Hurry Santa • 9/8/8                                               | Rumba • Chris Rea – Driving Home For Christmas • 9/9/8           |
| Tony Bauer                                                         | Anastasia Stan     | Langsamer Walzer • Musik aus dem Film Drei Haselnüsse für Aschenbrödel • 9/8/7 | Charleston • Here Comes Santa Claus • 9/9/8                      |
| Evelyn Burdecki                                                    | Vadim Garbuzov     | Tango • Band Aid – Do They Know It’s Christmas? • 8/8/7                        | Contemporary • Underneath The Christmas Lights • 9/9/8           |
| * in der Reihenfolge Jorge González, Motsi Mabuse, Joachim Llambi. |                    |                                                                                |                                                                  |

In Let’s Dance – Die große Weihnachtsshow am 20. Dezember 2024 traten die Staffelsieger von 2024 und 2022, die Zweiten von 2023, die Siebten von 2024 sowie mit neuen Tanzpartnern Amira Aly und Evelyn Burdecki als Vierte von 2022 bzw. Fünfte von 2019 an. Aly nahm – da die Show offenbar vor ihrem offiziellen Namenswechsel im August 2024 aufgezeichnet wurde – nur unter ihrem Vornamen Amira teil. Die live erfolgte Zuschauerabstimmung gewannen René Casselly und Kathrin Menzinger. Der Artist spendete die Siegerprämie an die Wildtierschutzorganisation Big Life Foundation.

### Die große Profi-Challenge

#### 2019
Unter dem Titel „Let’s Dance – Die große Profi-Challenge“ traten am 27. Juni 2019 erstmals nur die Profis an. Die Jury aus Jorge González, Motsi Mabuse und Joachim Llambi urteilte ohne Punkte. Eine Abstimmung im Studio-Publikum entschied über das Gewinnerpaar der im Vorfeld aufgezeichneten Sendung.
Bei den Solotänzern und einem Teil der Paare waren weitere Tänzer mit auf dem Parkett (bei Erich Klann und Oana Nechiti Nechitis Schwester). Sieger der Profi-Challenge wurden Ekaterina Leonova und Massimo Sinató vor Kathrin Menzinger und Vadim Garbuzov und den Lusins. Den beiden Gewinnern wurde zugesagt, zu Let’s Dance 2020 ihre Partner unter den Prominenten selbst aussuchen zu können. Weil Leonova nicht teilnahm, profitierte nur Sinató.
| Platz                               | Startnummer | Tänzer, Tanzpaare und Tanztrio   | Tänzer, Tanzpaare und Tanztrio | Freestyle-Tanz Mitwirkende                                    |
| ----------------------------------- | ----------- | -------------------------------- | ------------------------------ | ------------------------------------------------------------- |
| 1                                   | 4           | Massimo Sinató                   | Ekaterina Leonova              | Tango Argentino                                               |
| 2                                   | 5           | Vadim Garbuzov                   | Kathrin Menzinger              | Contemporary und Rumba                                        |
| 3                                   | 1           | Valentin Lusin                   | Renata Lusin                   | Tango und Slowfox                                             |
| Keine Bekanntgabe der Platzierungen | 2           | Christina Luft                   | Christina Luft                 | Freestyle und Luftakrobatik weitere Tänzer                    |
| Keine Bekanntgabe der Platzierungen | 3           | Sergiu Luca                      | Regina Luca                    | Cha Cha Cha, Rumba und Jive Kindertanzpaare                   |
| Keine Bekanntgabe der Platzierungen | 6           | Robert Beitsch                   | Anastasia Bodnar               | Cha Cha Cha, Charleston, Wacking, Breakdance, Samba und Salsa |
| Keine Bekanntgabe der Platzierungen | 7           | Evgeny Vinokurov Evgenij Voznyuk | Marta Arndt                    | Contemporary, Rumba und Paso Doble                            |
| Keine Bekanntgabe der Platzierungen | 8           | Christian Polanc                 | Christian Polanc               | Contemporary und Paso Doble weitere Tänzer                    |
| Keine Bekanntgabe der Platzierungen | 9           | Andrzej Cibis                    | Katja Kalugina                 | Samba, Rumba und Commercial weitere Tänzer                    |
| Keine Bekanntgabe der Platzierungen | 10          | Erich Klann                      | Oana Nechiti                   | Tango Argentino und Contemporary Diana Nechiti                |
|                                     |             |                                  |                                | Musik                                                         |

#### 2020
Am 29. Mai 2020 wurde eine Profi-Challenge, anders als im Vorjahr, live ausgestrahlt, pandemiebedingt ohne Studiopublikum, das im Vorjahr noch über den Sieger entschieden hatte. Moderiert wurde wieder von Swarovski und Hartwich; die Jury aus Motsi Mabuse, Jorge González und Joachim Llambi bewertete wieder ohne Punkte. Die Fernsehzuschauer kürten das Gewinnerpaar.
Es siegten Christina Luft und Christian Polanc vor Isabel Edvardsson und Marcus Weiß. Renata und Valentin Lusin belegten wie im Vorjahr den dritten Platz. Einer des Gewinnerpaars, in Folge Christian Polanc, durfte zu Let’s Dance 2021 seine Partnerin unter den Prominenten aussuchen.
| Platz                               | Startnummer | Tanzpaare        | Tanzpaare                  | Freestyle-Tanz Mitwirkende                                                |
| ----------------------------------- | ----------- | ---------------- | -------------------------- | ------------------------------------------------------------------------- |
| 1                                   | 4           | Christian Polanc | Christina Luft             | Paso Doble, Flamenco, Samba, Salsa, Tango Argentino und Rumba             |
| 2                                   | 10          | Marcus Weiß      | Isabel Edvardsson          | Rumba, American Smooth und Slowfox Alexander und Nadja Klaws (Livegesang) |
| 3                                   | 8           | Valentin Lusin   | Renata Lusin               | Tango, Wiener Walzer, Quickstepp und Slowfox                              |
| Keine Bekanntgabe der Platzierungen | 1           | Robert Beitsch   | Marta Arndt                | Contemporary, Rumba und Samba                                             |
| Keine Bekanntgabe der Platzierungen | 2           | Vadim Garbuzov   | Kathrin Menzinger          | Tango Argentino, Rumba, Paso Doble und Contemporary                       |
| Keine Bekanntgabe der Platzierungen | 3           | Andrzej Cibis    | Victoria Kleinfelder-Cibis | Rumba, Contemporary, Tango Argentino und Paso Doble Kindertanzpaar        |
| Keine Bekanntgabe der Platzierungen | 5           | Anton Skuratov   | Alona Uehlin               | Slowfox, Tango, Wiener Walzer und Hip Hop                                 |
| Keine Bekanntgabe der Platzierungen | 6           | Evgeny Vinokurov | Nina Bezzubowa             | Rumba, Samba und Contemporary                                             |
| Keine Bekanntgabe der Platzierungen | 7           | Sergiu Luca      | Regina Luca                | Samba, African Dance und Rumba weitere Tänzer                             |
| Keine Bekanntgabe der Platzierungen | 9           | Erich Klann      | Anne-Marie Kot             | Contemporary und Poledance Oana Nechiti                                   |
|                                     |             |                  |                            | Musik                                                                     |

#### 2021
Die Profi-Challenge am 4. Juni 2021 verfolgte ein kleines Live-Publikum mit 3G-Nachweis und Mund-Nasen-Schutz. Bei gleicher Jury und Moderation wie zuletzt stimmten wieder die Fernsehzuschauer über das Gewinnerpaar ab.
Mit dem Sänger Luca Hänni als Tanzpartner seiner Freundin Christina Luft gehört zum ersten Mal ein nichtprofessioneller Tänzer einem Tanzpaar einer Profi-Challenge an. Eines der vorgesehenen Tanzpaare wurde positiv auf COVID-19 getestet und trat nicht an, ebenso wie zwei weitere Paare, die mit ihm Kontakt hatten.
Es siegten die Lusins vor Kathrin Menzinger und Vadim Garbuzov sowie Christina Luft und Luca Hänni. Einer des Gewinnerpaars durfte zu Let’s Dance 2022 den Partner unter den Prominenten aussuchen, was Renata Lusin wahrnahm.
| Platz                                           | Startnummer                                     | Tanzpaare und Tanztrio | Tanzpaare und Tanztrio      | Freestyle-Tanz Mitwirkende                                                |
| ----------------------------------------------- | ----------------------------------------------- | ---------------------- | --------------------------- | ------------------------------------------------------------------------- |
| 1                                               | 7                                               | Valentin Lusin         | Renata Lusin                | Langsamen Walzer und Paso Doble weitere Tänzer                            |
| 2                                               | 8                                               | Vadim Garbuzov         | Kathrin Menzinger           | Rumba, Paso Doble, Tango Argentino, Samba und Contemporary weitere Tänzer |
| 3                                               | 5                                               | Luca Hänni             | Christina Luft              | Contemporary, Wiener Walzer und Freestyle                                 |
| Keine Bekanntgabe der Platzierungen             | 1                                               | Andrzej Cibis          | Victoria Kleinfelder-Cibis  | Contemporary, Freestyle und Jitterbug zwei Amateurtanzpaare               |
| Keine Bekanntgabe der Platzierungen             | 2                                               | Evgeny Vinokurov       | Nina Bezzubowa              | Rumba und Contemporary                                                    |
| Keine Bekanntgabe der Platzierungen             | 3                                               | Christian Polanc       | Marta Arndt                 | Paso Doble, Tango Argentino, Slow Jive, Rumba und Contemporary            |
| Keine Bekanntgabe der Platzierungen             | 4                                               | Robert Beitsch         | Oxana und Katharina Lebedew | Akrobatik, Rumba, Contemporary und Samba                                  |
| Keine Bekanntgabe der Platzierungen             | 6                                               | Alexandru Ionel        | Patricija Belousova         | Tango, Slowfox und Paso Doble                                             |
| Nicht angetreten aufgrund eines COVID-19-Falles | Nicht angetreten aufgrund eines COVID-19-Falles | Zsolt Sándor Cseke     | Malika Dzumaev              | Samba, Cha Cha Cha, Rumba und Jive                                        |
| Nicht angetreten aufgrund eines COVID-19-Falles | Nicht angetreten aufgrund eines COVID-19-Falles | Anton Skuratov         | Alona Uehlin                | Tango Anton Tsarenko, Mark Tsarenko                                       |
| Nicht angetreten aufgrund eines COVID-19-Falles | Nicht angetreten aufgrund eines COVID-19-Falles | Sergiu Luca            | Regina Luca                 | Paso Doble und Tango Argentino                                            |
|                                                 |                                                 |                        |                             | Musik                                                                     |

#### 2022
Am 27. Mai 2022 wurde die Profi-Challenge erneut live ausgestrahlt. Moderiert wurde wieder von Swarovski und Hartwich; die Jury aus Motsi Mabuse, Jorge González und Joachim Llambi bewertete wieder ohne Punkte. Die Fernsehzuschauer kürten das Gewinnerpaar.
Es siegten Renata Lusin und Christian Polanc vor Kathrin Menzinger und Evgeny Vinokurov sowie Massimo Sinató und Vadim Garbuzov. Einer des Gewinnerpaars durfte zu Let’s Dance 2023 den Partner unter den Prominenten aussuchen, was aufgrund der Nichtteilnahme von Renata Lusin Christian Polanc in Anspruch nahm.
| Platz                               | Startnummer | Tanzpaare         | Tanzpaare          | Freestyle-Tanz Mitwirkende                                                  |
| ----------------------------------- | ----------- | ----------------- | ------------------ | --------------------------------------------------------------------------- |
| 1                                   | 6           | Renata Lusin      | Christian Polanc   | Flamenco, Paso Doble, Contemporary, Rumba und Salsa Manuel Ragué (Gitarre)  |
| 2                                   | 10          | Kathrin Menzinger | Evgeny Vinokurov   | Tango und Paso Doble drei Tänzer                                            |
| 3                                   | 8           | Massimo Sinató    | Vadim Garbuzov     | Contemporary, Ballett, Tango, Paso Doble und Wiener Walzer vier Tänzerinnen |
| Keine Bekanntgabe der Platzierungen | 1           | Malika Dzumaev    | Robert Beitsch     | Cha-Cha-Cha, Samba und Jive                                                 |
| Keine Bekanntgabe der Platzierungen | 2           | Patricija Ionel   | Sergiu Luca        | Wiener Walzer                                                               |
| Keine Bekanntgabe der Platzierungen | 3           | Christina Luft    | Andrzej Cibis      | Jive, Tango, Cha-Cha-Cha und Paso Doble weitere Tänzer                      |
| Keine Bekanntgabe der Platzierungen | 4           | Ekaterina Leonova | Oxana Lebedew      | Flamenco, Paso Doble und Tango                                              |
| Keine Bekanntgabe der Platzierungen | 5           | Anastasia Bodnar  | Alexandru Ionel    | Tango, Rumba, Paso Doble und Freestyle weitere Tänzer                       |
| Keine Bekanntgabe der Platzierungen | 7           | Isabel Edvardsson | Valentin Lusin     | Slowfox, Tango und Rumba                                                    |
| Keine Bekanntgabe der Platzierungen | 9           | Marta Arndt       | Zsolt Sándor Cseke | Rumba, Contemporary, Paso Doble und Samba drei Tänzerinnen                  |
|                                     |             |                   |                    | Musik                                                                       |

#### 2023
Der Livesendung vom 26. Mai 2023 wurde die Aufzeichnung der erstmals erfolgten Auslosung der Tanzpaare vorangestellt. Von RTL waren ein männliches und ein weibliches Tanzduo vorgegeben. Moderation und Jury waren analog zur Staffel besetzt. Eine weitere Neuerung war, dass gegen Ende die drei bei den Zuschauerstimmen Führenden zur gleichen Musik zu einem Dance-off antraten, wobei die Zuschauer nur noch für sie voten konnten; die bis dahin abgegebenen Stimmen wurden addiert. Malika Dzumaev und Zsolt Sándor Cseke lagen letztendlich in der Zuschauergunst am weitesten vorne und durften zum einen das Opening der Kennenlernshow der 17. Staffel choreographieren, zum anderen erhielten sie jeweils einen Bonuspunkt, den sie in der nächsten Staffel bis einschließlich zur vierten Show einlösen konnten, um im Juryranking höher zu steigen. Damit wurde auch der bislang ausgelobte Gewinn geändert.
| Platz                               | Startnummer | Tanzpaare         | Tanzpaare          | Freestyle-Tanz Mitwirkende                                                       |
| ----------------------------------- | ----------- | ----------------- | ------------------ | -------------------------------------------------------------------------------- |
| 1                                   | 5           | Malika Dzumaev    | Zsolt Sándor Cseke | Paso Doble und Samba                                                             |
| 2                                   | 1           | Kathrin Menzinger | Valentin Lusin     | Slowfox, Tango, Quickstepp, Tap Dance und Jazz Dance acht Tänzer und Tänzerinnen |
| 3                                   | 8           | Andrzej Cibis     | Vadim Garbuzov     | Slowfox, Cha-Cha-Cha, Paso Doble und Tango sechs Tänzer                          |
| Keine Bekanntgabe der Platzierungen | 2           | Anna Salita       | Evgeny Vinokurov   | Cha-Cha-Cha und Rumba vier Tänzer                                                |
| Keine Bekanntgabe der Platzierungen | 3           | Ekaterina Leonova | Alexandru Ionel    | Tango, Paso Doble, Slowfox, Rumba und Contemporary                               |
| Keine Bekanntgabe der Platzierungen | 4           | Patricija Ionel   | Christian Polanc   | Contemporary und Ballroom Dance                                                  |
| Keine Bekanntgabe der Platzierungen | 6           | Christina Luft    | Isabel Edvardsson  | Tango, Contemporary und Rumba ein Tänzer                                         |
| Keine Bekanntgabe der Platzierungen | 7           | Marta Arndt       | Artur Balandin     | Rumba, Jive, Paso Doble und Freestyle                                            |
| Keine Bekanntgabe der Platzierungen | 9           | Mariia Maksina    | Massimo Sinató     | Paso Doble, Salsa, Flamenco, Samba und Freestyle vier Tänzer                     |
|                                     |             |                   |                    | Musik                                                                            |

#### 2024
In der Livesendung vom 31. Mai traten erneut die Profis gegeneinander an. (An diesem Tag meldete RTL auch den Tod des Profitänzers Christian Bärens aus Staffel 3.) Dieses Mal wurden die einzelnen Auslosungen der Tanzpaare den jeweiligen Einspielern vorangestellt. Anders als ausgelost tanzten die Eheleute Ionel aufgrund der Schwangerschaft von Patricija miteinander. Deren ursprünglich zugeloste Partner Ekaterina Leonova bzw. Paul Lorenz bildeten ein neues Tanzpaar. Moderation und Jury waren erneut analog zur Staffel besetzt. Neu war in diesem Jahr, dass nach der ersten Runde ein Quickdance-Battle stattfand, bei dem alle Paare auf dieselbe Musik tanzten. Das Dance-off, das im letzten Jahr eingeführt wurde, blieb bestehen; auch die Regelung der Zuschaueranrufe war unverändert. Es siegten Massimo Sinato und Valentin Lusin als erstes gleichgeschlechtliches Tanzpaar. Damit durften beide in der folgenden Staffel das Opening der Kennenlernshow choreografieren und konnten einen Bonuspunkt bis einschließlich der vierten Show einlösen.
| Platz                               | Startnummer | Tanzpaare         | Tanzpaare          | Freestyle-Tanz Mitwirkende                                                           |
| ----------------------------------- | ----------- | ----------------- | ------------------ | ------------------------------------------------------------------------------------ |
| 1                                   | 7           | Massimo Sinato    | Valentin Lusin     | Tango, Paso Doble, Contemporary, Freestyle acht Tänzerinnen und Tänzer               |
| 2                                   | 4           | Anastasia Stan    | Evgeny Vinokurov   | Samba, Tango, Paso Doble, Rumba, Slowfox vier Tänzer                                 |
| 3                                   | 3           | Ekaterina Leonova | Paul Lorenz        | Tango, Slowfox, Tango Argentino                                                      |
| Keine Bekanntgabe der Platzierungen | 1           | Mariia Maksina    | Vadim Garbuzov     | Slowfox, Contemporary, Paso Doble, Wiener Walzer, Samba sechs Tänzerinnen und Tänzer |
| Keine Bekanntgabe der Platzierungen | 2           | Malika Dzumaev    | Fabian Täschner    | Paso Doble, Contemporary, Samba, Jumpstyle acht Tänzerinnen und Tänzer               |
| Keine Bekanntgabe der Platzierungen | 5           | Marta Arndt       | Zsolt Sándor Cseke | Jive, Samba, Salsa acht Tänzerinnen und Tänzer                                       |
| Keine Bekanntgabe der Platzierungen | 6           | Adeline Kastalion | Andrzej Cibis      | Contemporary, Paso Doble, Tango, Rumba, Freestyle sechs Tänzerinnen und Tänzer       |
| Keine Bekanntgabe der Platzierungen | 8           | Kathrin Menzinger | Mikael Tatarkin    | Tango Argentino, Samba, Rumba, Paso Doble, Tango                                     |
| Keine Bekanntgabe der Platzierungen | 9           | Patricija Ionel   | Alexandru Ionel    | Langsamer Walzer, Tango, Slowfox, Freestyle                                          |
|                                     |             |                   |                    | Musik                                                                                |

### Llambis Tanzduell
2019 und 2020 strahlte RTL ein Spin-Off unter dem Titel Llambis Tanzduell aus. In jeder Folge schickte Let’s Dance-Juror Joachim Llambi zwei Profitänzer (oder Prominente) ins Ausland, wo sie schwierige, landestypische Tänze zu lernen hatten. Die Bewertung der Leistungen durch die einheimischen Trainer sowie Llambi entschied über den Sieger.

### Let’s Dance – Kids
Ab dem 9. April 2021 zeigte RTL Let’s Dance – Kids auf der eigenen Streaming-Plattform RTL+. Die Ausstrahlung im Fernsehprogramm von RTL erfolgte ab dem 16. Mai 2021. Die Moderation der vier Folgen übernahmen wie bei Let’s Dance Daniel Hartwich und Victoria Swarovski. Ebenfalls bildeten Joachim Llambi, Motsi Mabuse und Jorge González die Jury.
Es handelte sich bei Let’s Dance – Kids um eine Adaption des US-amerikanischen Dancing with the Stars: Juniors.
Tanzpaare
| Platzierung | Kandidat                                                      | Nachwuchstänzer                | Coach                      |
| ----------- | ------------------------------------------------------------- | ------------------------------ | -------------------------- |
| 1           | Jona Szewczenko (Tochter von Tanja Szewczenko)                | Tizio Tiago Domingues da Silva | Roberto Albanese           |
| 2           | Angelina Stecher-Williams (Tochter von Judith Williams)       | Erik Rettich                   | Victoria Kleinfelder-Cibis |
| 3           | Zoé Baillieu (Darstellerin bei Gute Zeiten, schlechte Zeiten) | Mischa Bakscheev               | Regina Luca                |
| 4           | Spencer König (Darsteller bei Die Pfefferkörner)              | Selma Lohmann                  | Melissa Ortiz Gomez        |
| 5           | Maris Ohneck (Sohn von Erdoğan Atalay)                        | Jana Lebersky                  | Sergiu Luca                |